# Liste der Straßennamen von Görlitz

Görlitzer Stadtwappen

Die Liste der Straßennamen von Görlitz enthält die Straßen und Plätze der Stadt Görlitz sowie eine Erläuterung zur Herkunft des Namens und eine Zuordnung zu den jeweiligen Stadt- bzw. Ortsteilen. Die untere Tabelle stellt die Entwicklung der Straßennamen zwischen 1867 und 2012 in mehreren Etappen dar.

## Straßennamen

### Hinweise zu den Angaben in der Tabelle
- Die Spalte Straßenname enthält die Bezeichnung der Straße oder Platzes. Die Spalte ist sortierbar.
- In der Spalte Namensherkunft sind Erläuterungen zur Herkunft des Namens (beispielsweise Orte, Persönlichkeiten oder historische Begebenheiten) angegeben.
- Als Stadt- bzw. Ortsteil sind die jeweiligen Stadt- bzw. Ortsteile aufgelistet, zu der die Straßen bzw. Plätze gehören.

### Liste
| Straßenname                         | Namensherkunft | Stadt- bzw. Ortsteil                                   |
| ----------------------------------- | --- | ------------------------------------------------------ |
| Albert-Blau-Straße                  | Albert Blau (1869–1942), Arzt und Leiter des St.-Carolus-Krankenhauses 1927 | Weinhübel                                              |
| Albrecht-Thaer-Straße               | Albrecht Daniel Thaer (1752–1828), Polywissenschaftler und Begründer der Agrarwissenschaft | Biesnitz                                               |
| Alex-Horstmann-Straße               | Alex Horstmann (1891–1971), Stadtrat | Südstadt                                               |
| Alexander-Bolze-Hof                 | Alexander Bolze (?–1533), Tuchmacher und Anführer des Görlitzer Tuchmacheraufstandes | Königshufen                                            |
| Alfred-Fehler-Straße                | Alfred Fehler (1879–1945), Oberbürgermeister von Görlitz 1945 | Rauschwalde                                            |
| Alte Kraftwerksstraße               | ehemaliges Kraftwerk Hagenwerder | Hagenwerder                                            |
| Alte Nieskyer Straße                | Stadt Niesky | Königshufen                                            |
| Am Bahnhof Weinhübel                | Bahnhof Weinhübel | Weinhübel                                              |
| Am Berge                            | Eine Straße am Görlitzer Hausberg Landeskrone | Biesnitz                                               |
| Am Birkenwäldchen                   | Grünanlage Birkenwäldchen | Rauschwalde                                            |
| Am Brautwiesentunnel                | Schienenunterführung Brautwiesentunnel am Brautwiesenplatz | Innenstadt                                             |
| Am Feierabendheim                   | Feierabendheim war zu DDR-Zeiten ein Synonym für ein Altenheim | Königshufen                                            |
| Am Flugplatz                        | Flugplatz Görlitz | Innenstadt                                             |
| Am Hang                             | | Ober-Neundorf                                          |
| Am Hirschwinkel                     | im Hirschwinkel wurden einst gefangene Hirsche gehalten | Nikolaivorstadt                                        |
| Am Hopfenberg                       | | Ludwigsdorf                                            |
| Am Hopfenfeld                       | | Königshufen                                            |
| Am Jugendborn                       | Jugendbrunnen, Ursprung des Jugendwassers (auch Peterswasser genannt) | Königshufen                                            |
| Am Klinikum                         | Klinikum Görlitz | Königshufen                                            |
| Am Loenschen Gut                    | Loensches Gut | Biesnitz                                               |
| Am Museum                           | Senckenberg Museum für Naturkunde Görlitz | Innenstadt                                             |
| Am Sande                            | | Weinhübel                                              |
| Am Schafberg                        | | Klein Neundorf                                         |
| Am Schützenhaus                     | Schützenhaus, später Haus der Jugend | Südstadt                                               |
| Am See                              | Berzdorfer See | Hagenwerder                                            |
| Am Stadtgarten                      | | Königshufen                                            |
| Am Stadtpark                        | Stadtpark | Innenstadt                                             |
| Am Stockborn                        | Schöpfbrunnen Stockborn, erstmals erwähnt 1298, ab 1834 Pumpbrunnen | Nikolaivorstadt                                        |
| Am Wasserwerk                       | städtisches Wasserwerk, erbaut 1878 | Weinhübel                                              |
| Am Wiesengrund                      | | Königshufen                                            |
| Am Windmühlenberg                   | Bockwindmühle Ober-Neundorf | Ober-Neundorf                                          |
| Amselgrund                          | | Biesnitz                                               |
| Amselweg                            | | Ober-Neundorf                                          |
| An den Birken                       | Grünanlage Birkenwäldchen | Rauschwalde                                            |
| An den Neißewiesen                  | Lausitzer Neiße | Weinhübel                                              |
| An der Alten F99                    | während der DDR-Zeit trugen Fernverkehrsstraßen ein F vor der Straßennummer, entspricht der heutigen Bundesstraße 99                                                                                                  | Hagenwerder                                            |
| An der Alten Ziegelei               | Standort der städtischen und privater Ziegeleien | Klingewalde                                            |
| An der Autobahn                     | Bundesautobahn 4 | Ludwigsdorf                                            |
| An der Bahn                         | Bahnstrecke Görlitz–Hagenwerder | Hagenwerder                                            |
| An der B 99                         | Bundesstraße 99 | Hagenwerder                                            |
| An der Frauenkirche                 | Frauenkirche | Innenstadt                                             |
| An der Jakobuskirche                | Kathedrale St. Jakobus (Jakobuskirche) | Südstadt                                               |
| An der Landeskrone                  | Landeskrone, Görlitzer Hausberg | Kunnerwitz                                             |
| An der Landskronbrauerei            | Landskronbrauerei | Südstadt                                               |
| An der Obermühle                    | Obermühle | Innenstadt                                             |
| An der Sternwarte                   | Scultetus-Sternwarte | Biesnitz                                               |
| An der Terrasse                     | | Königshufen                                            |
| An der Weißen Mauer                 | Vorwerk Weiße Mauer | Innenstadt                                             |
| Annengasse                          | Annenkapelle | Historische Altstadt                                   |
| Anton-Saefkow-Straße                | Anton Saefkow (1903–1944), Kommunist und Widerstandskämpfer gegen den Nationalsozialismus | Weinhübel                                              |
| Antonstraße                         | Karl Gottlob Anton (1751–1818), Historiker, Sprachforscher und Autor | Königshufen                                            |
| Apothekergasse                      | 1305 erste Apotheke auf der Westseite des Rathauses (Ratsapotheke), später Umzug auf den Untermarkt 24, bis 1832 einzige Apotheke der Stadt                                                                           | Historische Altstadt                                   |
| Arndtstraße                         | Ernst Moritz Arndt (1769–1860), Schriftsteller und Abgeordneter der Frankfurter Nationalversammlung | Südstadt                                               |
| Arthur-Ullrich-Straße               | Arthur Ullrich (1894–1969), Politiker | Rauschwalde                                            |
| Asternweg                           | Astern | Rauschwalde                                            |
| Auenblick                           | | Ludwigsdorf                                            |
| Auenweg                             | | Biesnitz                                               |
| Auf dem Hausacker                   | | Weinhübel                                              |
| Aufgangstraße                       | Zufahrtsstraße auf den Hausberg – die Landeskrone | Biesnitz                                               |
| Augustastraße                       | Augusta von Sachsen-Weimar-Eisenach (1811–1890), Ehefrau Kaiser Wilhelms I., Deutsche Kaiserin und Königin von Preußen                                                                                                | Innenstadt                                             |
| August-Bebel-Platz                  | August Bebel (1840–1913), Begründer der sozialdemokratischen Arbeiterbewegung | Südstadt                                               |
| August-Bebel-Straße                 | August Bebel (1840–1913), Begründer der sozialdemokratischen Arbeiterbewegung | Hagenwerder                                            |
| Azaleenweg                          | Azalee | Rauschwalde                                            |
| Bäckerstraße                        | Zunft der Bäcker | Historische Altstadt                                   |
| Bahnhofstraße                       | Bahnhof Görlitz | Innenstadt                                             |
| Bautzener Straße                    | Stadt Bautzen | Innenstadt                                             |
| Beethovenstraße                     | Ludwig van Beethoven (1770–1827), Komponist | Biesnitz                                               |
| Bei der Peterskirche                | Pfarrkirche St. Peter und Paul (Peterskirche) | Historische Altstadt                                   |
| Bergstraße                          | Erich Janson Berg, Kopenhagener Industrieller, ließ nahe der Straße zwischen 1832 und 1845 eine Lohgerberei einrichten                                                                                                | Historische Altstadt, Innenstadt                       |
| Berliner Straße                     | Stadt Berlin | Innenstadt                                             |
| Berzdorfer Straße                   | ehemalige Ortschaft Berzdorf auf dem Eigen | Tauchritz                                              |
| Biesnitzer Fußweg                   | Stadtteil Biesnitz | Südstadt                                               |
| Biesnitzer Straße                   | Stadtteil Biesnitz | Biesnitz, Südstadt                                     |
| Birkenallee                         | | Klingewalde                                            |
| Bismarckstraße                      | Otto von Bismarck (1815–1898), Ministerpräsident von Preußen, Bundeskanzler des Norddeutschen Bundes, erster Reichskanzler des Deutschen Reiches                                                                      | Innenstadt                                             |
| Blockhausstraße                     | Blockhaus am Neißeviadukt | Innenstadt                                             |
| Blumenstraße                        | | Innenstadt                                             |
| Bogstraße                           | Bastian Bogk, dessen Wohnung sich zwischen 1553 und 1559 hier befand | Nikolaivorstadt                                        |
| Bolko-von-Hochberg-Straße           | Bolko von Hochberg (1843–1926), deutscher Diplomat, Intendant und Komponist (27.02.2020, Umbenennung von einem Teilstück der Uferstraße in Bolko-von-Hochberg-Straße)                                                 | Innenstadt                                             |
| Brautwiesenplatz                    | Brautwiesen, Flurname | Innenstadt                                             |
| Brautwiesenstraße                   | Brautwiesen, Flurname | Innenstadt                                             |
| Brechtstraße                        | Bertolt Brecht (1898–1956), Schriftsteller | Weinhübel                                              |
| Breite Straße                       | war einst nur eine Nebengasse, hatte dafür jedoch eine ziemliche Breite | Historische Altstadt                                   |
| Brückenstraße                       | Stadtbrücke, führt seit 1875 über die Lausitzer Neiße | Innenstadt                                             |
| Brüderstraße                        | Franziskanerbrüder aus dem einstigen Franziskanerkloster auf dem Obermarkt | Historische Altstadt                                   |
| Brunnenstraße                       | Schöpfbrunnen Kelleborn, um 1300 erstmals erwähnt, ab 1834 Pumpenbrunnen | Innenstadt                                             |
| Büchtemannstraße                    | Paul Büchtemann (1851–1914), Oberbürgermeister von Görlitz 1894–1906 | Südstadt                                               |
| Büttnerstraße                       | Zunft der Büttner (Fassbinder) | Historische Altstadt                                   |
| Carl-Friedrich-Gauß-Straße          | Carl Friedrich Gauß (1777–1855), Mathematiker, Astronom, Geodät und Physiker | Südstadt                                               |
| Carl-Von-Ossietzky-Straße           | Carl von Ossietzky (1889–1938), Journalist, Schriftsteller und Pazifist | Südstadt                                               |
| Carolusstraße                       | St.-Carolus-Krankenhaus | Rauschwalde                                            |
| Carolusweg                          | Carolus-Krankenhaus | Schlauroth                                             |
| Christian-Heuck-Straße              | Christian Heuck (1892–1934), Reichstagsabgeordneter der KPD | Rauschwalde                                            |
| Christoph-Lüders-Straße             | Johann Christoph Lüders (1803–1872), Industrieller und Begründer des Görlitzer Waggonbaus | Innenstadt                                             |
| Chrysanthemenweg                    | Chrysanthemen | Rauschwalde                                            |
| Clara-Zetkin-Straße                 | Clara Zetkin (1857–1933), Politikerin und Frauenrechtlerin | Rauschwalde                                            |
| Conrad-Schiedt-Straße               | Conrad Schiedt (1810–1880), Stadtrat und Schlossermeister, erhielt mit Johann Christoph Lüders den Zuschlag der Stadt für den Bau von Eisenbahnwaggons                                                                | Innenstadt                                             |
| Cottbuser Straße                    | Stadt Cottbus | Innenstadt                                             |
| Dahlienweg                          | Dahlien | Rauschwalde                                            |
| Daniel-Riech-Straße                 | Daniel Riech (1689–1767), Bürgermeister von Görlitz | Südstadt                                               |
| Demianiplatz                        | Gottlob Ludwig Demiani (1786–1846), erster Oberbürgermeister von Görlitz 1844–1846 (bereits seit 1833 Bürgermeister)                                                                                                  | Historische Altstadt, Innenstadt                       |
| Deutsch-Ossiger-Weg                 | ehemalige Ortschaft Deutsch Ossig | Kunnerwitz                                             |
| Deutsch-Ossig-Ring                  | ehemalige Ortschaft Deutsch Ossig | Weinhübel                                              |
| Diesterwegplatz                     | Adolph Diesterweg (1790–1866), Pädagoge | Rauschwalde                                            |
| Diesterwegstraße                    | Adolph Diesterweg (1790–1866), Pädagoge | Rauschwalde, Südstadt                                  |
| Dorfstraße                          | | Schlauroth                                             |
| Dr.-Alfons-Maria-Wachsmann-Siedlung | Alfons Maria Wachsmann (1896–1944), katholischer Theologe und Widerstandskämpfer gegen den Nationalsozialismus | Schlauroth                                             |
| Dresdener Straße                    | Stadt Dresden | Innenstadt                                             |
| Dr.-Friedrichs-Straße               | Rudolf Friedrichs (1892–1947), Ministerpräsident des Landes Sachsen 1946–1947 | Innenstadt                                             |
| Dr.-Kahlbaum-Allee                  | Karl Ludwig Kahlbaum (1828–1899), Psychiater an der Heilanstalt für Epileptische (auch Reimersche Nervenheilanstalt, später Kahlbaumsche Nervenheilanstalt), 1867 erwarb Kahlbaum die Anstalt                         | Innenstadt                                             |
| Drosselstraße                       | Drosseln | Biesnitz                                               |
| Eibenweg                            | Eiben | Rauschwalde                                            |
| Eichendorffstraße                   | Joseph von Eichendorff (1788–1857), Schriftsteller | Südstadt                                               |
| Einsteinstraße                      | Albert Einstein (1879–1955), Physiker | Rauschwalde                                            |
| Elisabethstraße                     | Elisabeth Ludovika von Bayern (1801–1873), Ehefrau Friedrich Wilhelms IV. und Königin von Preußen | Historische Altstadt, Innenstadt                       |
| Else-Puschmann-Weg                  | Else Puschmann, SPD-Stadtverordnete 1919–1933 sowie nach dem Krieg bis 1950, bis 1961 Leiterin der Volkssolidarität                                                                                                   | Innenstadt                                             |
| Elsternweg                          | Elster | Rauschwalde                                            |
| Emmerichstraße                      | Georg Emmerich (1422–1507), Kaufmann und mehrfach Bürgermeister von Görlitz | Innenstadt                                             |
| Emmerichswalder Straße              | Ortschaft Emmerichswalde | Ober-Neundorf                                          |
| Erich-Mühsam-Straße                 | Erich Mühsam (1878–1934), Schriftsteller | Südstadt                                               |
| Erich-Oppenheimer-Straße            | Erich Oppenheimer (1896–1942), Arzt | Weinhübel                                              |
| Erich-Weinert-Straße                | Erich Weinert (1890–1953), Schriftsteller | Weinhübel                                              |
| Ernst-Müller-Weg                    | Ernst Müller, Stadtgärtner und Verdienste um die Herstellung der Goethestraße | Südstadt                                               |
| Ernst-Thälmann-Platz                | Ernst Thälmann (1886–1944), Politiker | Hagenwerder                                            |
| Etkar-André-Straße                  | Etkar André (1894–1936), Politiker | Weinhübel                                              |
| Fahrstraße                          | | Biesnitz                                               |
| Feuerbachstraße                     | Karl Wilhelm Feuerbach (1800–1834), Mathematiker | Rauschwalde                                            |
| Fichtestraße                        | | Südstadt                                               |
| Finkenweg                           | Finken | Rauschwalde                                            |
| Finstertorstraße                    | Finstertor, Stadttor der Nikolaivorstadt | Nikolaivorstadt                                        |
| Fischerstraße                       | | Südstadt                                               |
| Fischmarkt                          | seit 1767 fand hier der Fischmarkt statt | Historische Altstadt                                   |
| Fischmarktstraße                    | seit 1767 fand auf dem nahen Platz der Fischmarkt statt | Historische Altstadt                                   |
| Fleischerstraße                     | Zunft der Fleischer, Fleischbänke – Verkaufsstände der Fleischer, Garküche mit Räumen für einwandernde Fleischhauer                                                                                                   | Historische Altstadt                                   |
| Fliederweg                          | Flieder | Biesnitz                                               |
| Florinusweg                         | | Königshufen                                            |
| Franz-Künzer-Straße                 | Franz Künzer (1819–1881), Theologe, Jurist und Politiker | Weinhübel                                              |
| Frauenburgstraße                    | Johannes Frauenburg (1430–1495), Bürgermeister von Görlitz | Südstadt                                               |
| Friedensstraße                      | | Hagenwerder                                            |
| Friedersdorfer Straße               | Ortschaft Friedersdorf | Biesnitz                                               |
| Friedhofstraße                      | Städtischer Friedhof | Königshufen, Nikolaivorstadt                           |
| Friedrich-Ebert-Straße              | Friedrich Ebert (1871–1925), Politiker und erster Reichspräsident der Weimarer Republik | Rauschwalde                                            |
| Friedrich-Engels-Straße             | Friedrich Engels (1820–1895), Philosoph und Gesellschaftstheoretiker | Weinhübel                                              |
| Friedrich-List-Straße               | Friedrich List (1789–1846), Wirtschaftstheoretiker, Unternehmer, Diplomat und Eisenbahn-Pionier | Rauschwalde                                            |
| Friedrich-Naumann-Straße            | Friedrich Naumann (1860–1919), Theologe und Politiker | Rauschwalde                                            |
| Friesenstraße                       | | Biesnitz                                               |
| Fritz-Heckert-Straße                | Fritz Heckert (1884–1936), Politiker | Weinhübel                                              |
| Fröbelstraße                        | Friedrich Fröbel (1782–1852), Pädagoge | Südstadt                                               |
| Furtstraße                          | einst befand sich an dieser Stelle eine Furt durch die Lausitzer Neiße, der Zugang fand über die Furtstraße statt | Innenstadt                                             |
| Gartenstraße                        | | Innenstadt                                             |
| Gartenweg                           | | Hagenwerder                                            |
| Georg-Ledebour-Straße               | Georg Ledebour (1850–1947), Politiker und Journalist | Rauschwalde                                            |
| Gerberaweg                          | Gerbera | Biesnitz                                               |
| Gerda-Boenke-Straße                 | Gerda Boenke (1913–1944), Arbeiterin und Kritikerin des nationalsozialistischen Regimes | Weinhübel                                              |
| Gerhart-Hauptmann-Straße            | Gerhart Hauptmann (1862–1946), Schriftsteller | Südstadt                                               |
| Gersdorfstraße                      | Adolf Traugott von Gersdorf (1744–1807), Gelehrter der Aufklärungszeit | Königshufen                                            |
| Geschwister-Scholl-Straße           | Geschwister Hans (1918–1943) und Sophie Scholl (1921–1943), Mitglieder der Weißen Rose | Biesnitz                                               |
| Gewerbering                         | | Klingewalde                                            |
| Girbigsdorfer Straße                | Ortschaft Girbigsdorf | Innenstadt, Königshufen                                |
| Girbigsdorfer Weg                   | Ortschaft Girbigsdorf | Königshufen                                            |
| Gladiolenweg                        | Gladiolen | Rauschwalde                                            |
| Gobbinstraße                        | Johannes Gobbin (1833–1881), Oberbürgermeister von Görlitz 1871–1881 | Innenstadt                                             |
| Goethestraße                        | Johann Wolfgang von Goethe, Schriftsteller | Südstadt                                               |
| Goldregenweg                        | Goldregen | Biesnitz                                               |
| Görlitzer Straße                    | Stadt Görlitz | Schlauroth                                             |
| Gottfried-Kiesow-Platz              | Gottfried Kiesow (1931–2011), Denkmalpfleger | Historische Altstadt                                   |
| Gottlieb-Daimler-Straße             | Gottlieb Daimler (1834–1900), Ingenieur und Industrieller | Klingewalde                                            |
| Grenzweg                            | Grenze zwischen den einstigen Gemarkungen Rauschwalde und Klein und Groß Biesnitz | Biesnitz, Rauschwalde                                  |
| Große Wallstraße                    | | Nikolaivorstadt                                        |
| Grundstraße                         | | Biesnitz                                               |
| Grüner Graben                       | Teil des einstigen Stadtgrabens rund um die Stadtmauer | Historische Altstadt, Innenstadt, Nikolaivorstadt      |
| Grünstraße                          | | Weinhübel                                              |
| Gutenbergstraße                     | Johannes Gutenberg (1400–1468), Erfinder des Buchdrucks | Südstadt                                               |
| Hafenstraße                         | Hafen am Berzdorfer See | Hagenwerder                                            |
| Hainwald                            | einst bewaldetes oder mit einer Hecke umgebenes Areal | Historische Altstadt                                   |
| Handwerk                            | Zunft des Tuchmacherhandwerks | Historische Altstadt                                   |
| Hans-Beimler-Straße                 | Hans Beimler (1895–1936), Politiker | Rauschwalde                                            |
| Hans-Georg-Dehmelt-Straße           | Hans Georg Dehmelt (1922–2017) Nobelpreisträger für Physik (1998), verbrachte einen Teil seiner Kindheit in Görlitz, Bismarckstr. 19 (seit 05.11.2020, Erschließungsstraße im neuen Gewerbegebiet Görlitz-Schlauroth) | Rauschwalde, Schlauroth                                |
| Hans-Nathan-Straße                  | Hans Nathan (1900–1971), Jurist | Rauschwalde                                            |
| Hartmannstraße                      | Daniel Gottlieb Hartmann, Bürgermeister | Innenstadt                                             |
| Hegelstraße                         | Georg Wilhelm Friedrich Hegel (1770–1831), Philosoph | Rauschwalde                                            |
| Heilige-Grab-Straße                 | Heiliges Grab, Kopie des Jerusalemer Originals in Görlitz | Innenstadt, Königshufen, Nikolaivorstadt               |
| Heinrich-Heine-Straße               | Heinrich Heine (1797–1856), Schriftsteller | Rauschwalde                                            |
| Heinzelstraße                       | | Südstadt                                               |
| Helle Gasse                         | | Historische Altstadt                                   |
| Helmut-von-Gerlach-Straße           | Hellmut von Gerlach (1866–1935), Publizist und Politiker | Rauschwalde                                            |
| Hermann-Löns-Straße                 | Hermann Löns (1866–1914), Journalist und Schriftsteller | Biesnitz                                               |
| Heynestraße                         | Johannes Heyne, Bürgermeister | Innenstadt                                             |
| Hilde-Coppi-Straße                  | Hilde Coppi (1909–1943), Widerstandskämpferin gegen den Nationalsozialismus | Rauschwalde                                            |
| Hildegard-Burjan-Platz              | Hildegard Burjan (1883–1933), österreichische Sozialpolitikerin und die Ordensgründerin der Schwesterngemeinschaft Caritas Socialis                                                                                   | Innenstadt                                             |
| Hilgerstraße                        | Christian Hilliger, Leinwebermeister | Innenstadt                                             |
| Hofeweg                             | | Ober-Neundorf                                          |
| Hohe Straße                         | | Innenstadt                                             |
| Holteistraße                        | Karl von Holtei (1798–1880), Schriftsteller | Südstadt                                               |
| Holtendorfer Straße                 | Ortschaft Holtendorf | Schlauroth                                             |
| Holunderweg                         | Holunder | Biesnitz                                               |
| Hospitalstraße                      | Zentralhospital auf der Krölstraße, erbaut 1861–1863 | Innenstadt                                             |
| Hotherstraße                        | vermutlich vom altniederländischen hoter, was Gerber bedeutet | Historische Altstadt                                   |
| Hugo-Eberle-Straße                  | Hugo Eberle (1870–1949), Politiker und Stadtrat | Weinhübel                                              |
| Hugo-Keller-Straße                  | Hugo Keller (1842–1924), Stadtrat, Begründer der Görlitzer Arbeiterbewegung | Historische Altstadt, Nikolaivorstadt                  |
| Humboldtstraße                      | Alexander von Humboldt (1769–1859), Naturforscher | Hagenwerder                                            |
| Hussitenstraße                      | Hussiten, revolutionäre Bewegungen im Böhmen des 15. Jahrhunderts | Königshufen                                            |
| Im Bogen                            | | Südstadt                                               |
| Immanuel-Kant-Straße                | Immanuel Kant (1724–1804), Philosoph | Hagenwerder                                            |
| In der Aue                          | Weinhübler Neißeauen | Weinhübel                                              |
| Inselweg                            | Neißeinsel | Südstadt, Weinhübel                                    |
| Jahnstraße                          | Friedrich Ludwig Jahn (1778–1852), Initiator der deutschen Turnbewegung | Innenstadt                                             |
| Jakob-Böhme-Straße                  | Jakob Böhme (1575–1624), Philosoph | Historische Altstadt, Innenstadt                       |
| Jakobstraße                         | Jakobshospital, 1298 und 1305 als Aussätzigenhaus oder die Siechen auf dem Felde bezeichnet | Innenstadt                                             |
| Jakobstunnel                        | Jakobshospital, 1298 und 1305 als Aussätzigenhaus oder die Siechen auf dem Felde bezeichnet | Innenstadt                                             |
| James-von-Moltke-Straße             | Helmuth James Graf von Moltke (1907–1945), Jurist und Widerstandskämpfer gegen den Nationalsozialismus | Innenstadt                                             |
| Jauernicker Straße                  | Ortschaft Jauernick | Südstadt                                               |
| Jeschkenstraße                      | Ještěd (dt. Jeschken), Hausberg von Liberec | Südstadt                                               |
| Jochmannstraße                      | Gottlob Jochmann (1799–1856), Oberbürgermeister von Görlitz 1847–1856 | Innenstadt                                             |
| Johanna-Dreyer-Straße               | Johanna Dreyer (1896–1969), Fürsorgerin, unterrichtete während der Zeit des Zweiten Weltkrieges heimlich jüdische Kinder, Stadträtin von Görlitz 1946–1949                                                            | Rauschwalde, Südstadt                                  |
| Johannes-Robert-Becher-Straße       | Johannes Robert Becher (1891–1958), Dichter und Politiker | Weinhübel                                              |
| Johannes-Wüsten-Straße              | Johannes Wüsten (1896–1943), Maler, Grafiker und Schriftsteller, verstorben im Zuchthaus Brandenburg-Görden | Innenstadt                                             |
| Johann-Haß-Straße                   | Johann Haß, Bürgermeister von Görlitz 1535, 1539, 1543 | Südstadt                                               |
| Johann-Sebastian-Bach-Straße        | Johann Sebastian Bach (1685–1750), Komponist | Biesnitz                                               |
| Joliot-Curie-Straße                 | Frédéric Joliot-Curie (1900–1958), französischer Physiker | Innenstadt                                             |
| Jonas-Cohn-Straße                   | Jonas Cohn (1869–1947), Philosoph und Pädagoge | Weinhübel                                              |
| Jüdenstraße                         | In der Gasse befand sich die Judenbadestube, sie wurde bis 1350 hauptsächlich von jüdischen Bürgern bewohnt | Historische Altstadt                                   |
| Julius-Motteler-Straße              | Julius Motteler (1838–1907), Politiker | Weinhübel                                              |
| Kamenzer Straße                     | Stadt Kamenz | Südstadt                                               |
| Karl-Eichler-Straße                 | Karl Eichler (1861–1926), Ortsvorsteher von Rauschwalde | Rauschwalde                                            |
| Karl-Liebknecht-Straße              | Karl Liebknecht (1871–1919), Politiker | Hagenwerder                                            |
| Karl-Marx-Straße                    | Karl Marx (1818–1883), Philosoph und Gesellschaftstheoretiker | Hagenwerder                                            |
| Karlstraße                          | | Weinhübel                                              |
| Karpfengrund                        | hier wurden lebende Fische, vor allem Karpfen, verkauft | Historische Altstadt                                   |
| Kästnerweg                          | | Königshufen, Rauschwalde                               |
| Kastanienallee                      | Kastanien | Biesnitz, Weinhübel                                    |
| Käthe-Kollwitz-Straße               | Käthe Kollwitz (1867–1945), Künstlerin | Rauschwalde                                            |
| Kathrinenhof                        | | Ludwigsdorf                                            |
| Kirchgasse                          | | Historische Altstadt                                   |
| Kirchplatz                          | evangelische Kirche Tauchritz | Tauchritz                                              |
| Kirchsteg                           | | Klingewalde, Ludwigsdorf                               |
| Kirchstraße                         | Auferstehungskirche Weinhübel | Weinhübel                                              |
| Kirchweg                            | Weg zur Erlöserkirche in Kunnerwitz | Schlauroth                                             |
| Kleindorffs Weg                     | | Ludwigsdorf                                            |
| Kleine Grundstraße                  | | Biesnitz                                               |
| Kleine Konsulstraße                 | Konsulsdorf, einstige Siedlung südlich der Stadtmauern, reichte von der Neiße bis zur heutigen Jakobstraße | Innenstadt                                             |
| Kleine Seite                        | | Schlauroth                                             |
| Kleine Wallstraße                   | | Nikolaivorstadt                                        |
| Klingewalde                         | Stadtteil Klingewalde | Klingewalde                                            |
| Klingewalder Höhe                   | Stadtteil Klingewalde | Klingewalde                                            |
| Klingewalder Weg                    | Stadtteil Klingewalde | Klingewalde                                            |
| Klosterplatz                        | Franziskanerkloster, Abriss in den 1850er Jahren, Ersatzneubau des Gymnasiums Augustum | Historische Altstadt                                   |
| Klosterstraße                       | Franziskanerkloster, Abriss in den 1850er Jahren, Ersatzneubau des Gymnasiums Augustum | Historische Altstadt                                   |
| Königshainer Straße                 | Ortschaft Königshain | Biesnitz                                               |
| Konsulplatz                         | Konsulsdorf, einstige Siedlung südlich der Stadtmauern, reichte von der Neiße bis zur heutigen Jakobstraße | Innenstadt                                             |
| Konsulstraße                        | Konsulsdorf, einstige Siedlung südlich der Stadtmauern, reichte von der Neiße bis zur heutigen Jakobstraße | Innenstadt                                             |
| Kopernikusstraße                    | Nikolaus Kopernikus (1473–1543), Mathematiker und Astronom | Rauschwalde                                            |
| Kränzelstraße                       | grans – Spitze, Winkel | Historische Altstadt                                   |
| Krauschaer Straße                   | Ortschaft Groß Krauscha | Ludwigsdorf, Ober-Neundorf                             |
| Krebsgasse                          | Der Krebs war ein Haus in der historischen Altstadt. | Historische Altstadt                                   |
| Krischelstraße                      | in der Oberlausitz werden veredelte Schlehen Krischeln genannt | Historische Altstadt                                   |
| Krölstraße                          | Krewelsdorf, einstige Siedlung südlich der Stadtmauern oder nach dem mittelhochdeutschen Wort crewel, Kröwel oder krowil, das Gabel oder Haken bedeutet                                                               | Innenstadt                                             |
| Kummerau                            | Commerau, einstige Siedlung nordwestlich der Stadtmauern | Innenstadt                                             |
| Kunnerwitzer Straße                 | Ortsteil Kunnerwitz | Südstadt                                               |
| Kunnerwitzer Weg                    | Ortsteil Kunnerwitz | Biesnitz                                               |
| Landeskronstraße                    | Landeskrone, Görlitzer Hausberg | Innenstadt                                             |
| Landgutweg                          | | Biesnitz                                               |
| Landhausstraße                      | | Biesnitz                                               |
| Landheimstraße                      | | Weinhübel                                              |
| Langenstraße                        | verhältnismäßig lange Ausdehnung der Gasse | Historische Altstadt                                   |
| Laubaner Straße                     | Stadt Lauban (heute Lubań) | Königshufen                                            |
| Lausitzer Straße                    | Region Lausitz | Königshufen                                            |
| Leipziger Platz                     | Stadt Leipzig; Platz a.d. Ecke Landeskronstraße und Leipziger Straße | Innenstadt                                             |
| Leipziger Straße                    | Stadt Leipzig | Innenstadt                                             |
| Lerchenstraße                       | Lerchen | Biesnitz                                               |
| Leschwitzer Straße                  | Ortschaft Leschwitz, später Posottendorf-Leschwitz, ab 1936 Weinhübel | Weinhübel                                              |
| Lessingstraße                       | Gotthold Ephraim Lessing (1729–1781), Schriftsteller | Südstadt                                               |
| Liebighöhe                          | | Innenstadt                                             |
| Liebigstraße                        | | Innenstadt                                             |
| Lilienthalstraße                    | Otto Lilienthal (1848–1896), Luftfahrtpionier | Innenstadt                                             |
| Lilienweg                           | Lilien | Biesnitz                                               |
| Lindenstraße                        | Linden | Biesnitz                                               |
| Lindenweg                           | Linden | Innenstadt                                             |
| Löbauer Straße                      | Stadt Löbau | Innenstadt                                             |
| Lorenzstraße                        | | Tauchritz                                              |
| Louis-Braille-Straße                | Louis Braille (1809–1852), Erfinder des Punktschriftsystems für Blinde | Innenstadt                                             |
| Luisenaue                           | | Weinhübel                                              |
| Luisenstraße                        | Luise Schuster, Ehefrau des Eisenhändlers Theodor Johann Schuster, der sein Geschäftshaus am Demianiplatz hatte (1868 abgebrochen)                                                                                    | Innenstadt                                             |
| Lunitz                              | Bachlauf der Lunitz | Nikolaivorstadt                                        |
| Lupinenweg                          | Lupinen | Biesnitz                                               |
| Lutherplatz                         | Martin Luther (1483–1546), theologischer Reformator | Innenstadt                                             |
| Luthersteig                         | Martin Luther (1483–1546), theologischer Reformator | Nikolaivorstadt                                        |
| Lutherstraße                        | Martin Luther (1483–1546), theologischer Reformator | Südstadt                                               |
| Maiglöckchenweg                     | Maiglöckchen | Rauschwalde                                            |
| Marienaue                           | | Klingewalde                                            |
| Mariengasse                         | | Königshufen                                            |
| Marienauer Weg                      | | Klingewalde                                            |
| Marienplatz                         | | Innenstadt                                             |
| Martin-Ephraim-Straße               | Martin Ephraim (1860–1944), Kaufmann und Kommerzienrat | Weinhübel                                              |
| Martin-Opitz-Straße                 | Martin Opitz (1597–1639), Begründer der Schlesischen Dichterschule | Südstadt                                               |
| Maxim-Gorki-Straße                  | Maxim Gorki (1868–1936), russischer Schriftsteller | Rauschwalde                                            |
| Max-Planck-Straße                   | Max Planck (1858–1947), Physiker | Rauschwalde                                            |
| Melanchthonstraße                   | Philipp Melanchthon (1497–1560), Philosoph, Humanist, Theologe, Schriftsteller | Südstadt                                               |
| Minna-Herzlieb-Straße               | Minna Herzlieb (1789–1865), Geliebte Johann Wolfgang von Goethes, in der Nervenheilanstalt in Görlitz verstorben | Königshufen                                            |
| Mittelstraße                        | | Innenstadt                                             |
| Mozartstraße                        | Wolfgang Amadeus Mozart (1756–1791), Komponist | Biesnitz                                               |
| Mühlengasse                         | Wassermühle Ludwigsdorf | Ludwigsdorf                                            |
| Mühlgasse                           | | Tauchritz                                              |
| Mühlweg                             | führte einst nach der Obermühle | Innenstadt                                             |
| Narzissenweg                        | Narzissen | Rauschwalde                                            |
| Neißering                           | Lausitzer Neiße | Nikolaivorstadt                                        |
| Neißetalstraße                      | Lausitzer Neiße | Ludwigsdorf                                            |
| Neißstraße                          | Lausitzer Neiße, die an ihrem Ende über die Altstadtbrücke überquert werden kann | Historische Altstadt                                   |
| Nelkenweg                           | Nelken | Rauschwalde                                            |
| Neue Straße                         | | Biesnitz                                               |
| Neuer Weg                           | | Hagenwerder                                            |
| Neugasse                            | | Nikolaivorstadt                                        |
| Neundorfer Straße                   | Ortschaft Klein Neundorf | Kunnerwitz                                             |
| Neusiedlerstraße                    | | Weinhübel                                              |
| Nieskyer Straße                     | Stadt Niesky | Königshufen                                            |
| Nikolaigraben                       | der Nikolaigraben war Teil der Gräben rund um die Stadtmauer | Historische Altstadt, Nikolaivorstadt                  |
| Nikolaistraße                       | | Historische Altstadt                                   |
| Nikolaus-Otto-Straße                | Nikolaus Otto (1832–1891), Miterfinder des Viertaktprinzips, dem zu Ehren der Ottomotor seinen Namen erhielt | Klingewalde                                            |
| Nikrischer Straße                   | Ortschaft Nikrisch, Name des Ortsteils Hagenwerder bis 1936 | Hagenwerder                                            |
| Nonnenstraße                        | Schwestern der Franziskanerordens, hier befanden sich auch zahlreiche Wohnhäuser von Schwestern aus Bautzen, Ostritz, Rothenburg, Kamenz, Goldberg und Nikolausdorf                                                   | Historische Altstadt                                   |
| Nordring                            | | Königshufen                                            |
| Nordstraße                          | | Biesnitz                                               |
| Ober-Auenweg                        | | Kunnerwitz                                             |
| Obermarkt                           | | Historische Altstadt                                   |
| Obersteinweg                        | | Nikolaivorstadt                                        |
| Ostring                             | | Königshufen                                            |
| Ostritzer Straße                    | Stadt Ostritz | Hagenwerder                                            |
| Otto-Buchwitz-Platz                 | Otto Buchwitz (1879–1964), Politiker | Innenstadt                                             |
| Otto-Müller-Straße                  | Otto Müller (1829–1908), Geheimer Kommerzienrat, Stifter der Stadtbibliothek mit Lesehalle und des heutigen Park des Friedens (einst Otto-Müller-Park)                                                                | Innenstadt                                             |
| Parkstraße                          | | Innenstadt                                             |
| Parsevalstraße                      | August von Parseval (1861–1942), Konstrukteur von Luftschiffen | Innenstadt                                             |
| Paul-Keller-Straße                  | Paul Keller (1873–1932), Schriftsteller | Südstadt                                               |
| Paul-Linke-Straße                   | Paul Linke (1844–1917), Maler | Weinhübel                                              |
| Paul-Mühsam-Straße                  | Paul Mühsam (1876–1960), Jurist und Schriftsteller | Weinhübel                                              |
| Paul-Taubadel-Straße                | Paul Taubadel (1875–1937), Redakteur der Görlitzer Volkszeitung, Reichstagsabgeordneter | Rauschwalde                                            |
| Pestalozzistraße                    | Johann Heinrich Pestalozzi (1746–1827), Pädagoge, Philosoph und Politiker | Südstadt                                               |
| Peter-Liebig-Hof                    | Peter Liebig, Tuchmacher und Rädelsführer des Görlitzer Tuchmacheraufstandes, siehe Verrätergasse | Königshufen                                            |
| Peterstraße                         | Pfarrkirche St. Peter und Paul (Peterskirche) | Historische Altstadt                                   |
| Pfaffendorfer Weg                   | Ortschaft Pfaffendorf | Biesnitz                                               |
| Pfeiffergasse                       | | Ludwigsdorf                                            |
| Plantagenweg                        | | Biesnitz                                               |
| Plattnerstraße                      | Zunft der Plattner | Historische Altstadt                                   |
| Platz der Einheit                   | Deutsche Wiedervereinigung | Ludwigsdorf                                            |
| Platz der Friedlichen Revolution    | Erinnerung an die friedliche Revolution 1989 (25.06.2020, Umbenennung von einem Teilstück des Straßenraumes von An der Frauenkirche zu Platz der Friedlichen Revolution)                                              | Innenstadt                                             |
| Platz des 17. Juni                  | Aufstand vom 17. Juni 1953 | Historische Altstadt                                   |
| Pomologische-Garten-Straße          | Pomologische Gärten (Pomologie = Obstbaukunde); 1856 legte der Kämmerer und spätere Oberbürgermeister Carl Richtsteig die Gärten als Teil des Weinberggartens an                                                      | Südstadt                                               |
| Pontestraße                         | Bachlauf des Pontewassers | Innenstadt                                             |
| Posottendorfer Straße               | Ortschaft Posottendorf, später Posottendorf-Leschwitz, ab 1936 Weinhübel | Weinhübel                                              |
| Postplatz                           | Postamt an der Ostseite des Platzes | Innenstadt                                             |
| Promenadenstraße                    | | Biesnitz                                               |
| Quellweg                            | | Biesnitz                                               |
| Querstraße                          | | Innenstadt                                             |
| Radmeritzer Straße                  | Ortschaft Radmeritz (heute Radomierzyce) | Hagenwerder                                            |
| Rauschwalder Straße                 | Stadtteil Rauschwalde | Innenstadt                                             |
| Reichenbacher Straße                | Stadt Reichenbach/O.L. | Rauschwalde, Südstadt                                  |
| Reichertstraße                      | Clemens Reichert (1829–1893), Oberbürgermeister von Görlitz 1881–1893 | Rauschwalde, Südstadt                                  |
| Reuterstraße                        | | Südstadt                                               |
| Richard-Jecht-Straße                | Richard Jecht (1858–1945), Historiker, Ratsarchivar, Sekretär der Oberlausitzischen Gesellschaft der Wissenschaften                                                                                                   | Südstadt                                               |
| Richard-Struhl-Straße               | Konditor, der 1840 aus dem Verkaufserlös seiner Konditorei ein unbebautes Gelände erwarb, einen Teil davon der Stadt überließ, die es dann bebaute, so die Süd-Ost-Straße, Kneipp-Sanatorium                          | Biesnitz                                               |
| Ringweg                             | | Kunnerwitz                                             |
| Robert-Bosch-Straße                 | Robert Bosch (1861–1942), Industrieller | Klingewalde                                            |
| Robert-Koch-Straße                  | Robert Koch (1843–1910), Mediziner und Mikrobiologe | Hagenwerder                                            |
| Robert-Schumann-Straße              | Robert Schumann (1810–1856), Komponist | Biesnitz                                               |
| Röntgenstraße                       | Wilhelm Conrad Röntgen (1845–1923), Physiker | Innenstadt                                             |
| Rosa-Luxemburg-Straße               | Rosa Luxemburg (1871–1919), Politikerin | Rauschwalde                                            |
| Rosenstraße                         | Rosen, Straße der Freudenmädchen | Historische Altstadt                                   |
| Rotdornweg                          | Rotdorn | Schlauroth                                             |
| Rothenburger Landstraße             | Stadt Rothenburg/O.L. | Klingewalde, Ludwigsdorf, Ober-Neundorf                |
| Rothenburger Straße                 | Stadt Rothenburg/O.L. | Klingewalde, Königshufen, Ludwigsdorf, Nikolaivorstadt |
| Rudolf-Diesel-Straße                | Rudolf Diesel (1858–1913), Ingenieur und Erfinder des Dieselmotors | Klingewalde                                            |
| Salomonstraße                       | Salmannsdorf, einstige Siedlung südlich der Stadtmauern | Innenstadt                                             |
| Sandweg                             | | Kunnerwitz                                             |
| Sattigplatz                         | Hugo Sattig (1807–1884); Platz zw. Sattigstraße/Zittauer Str. und An der Jakobuskirche | Südstadt                                               |
| Sattigstraße                        | Hugo Sattig (1807–1884), Oberbürgermeister von 1858 bis 1866, Direktor der Communalständischen Bank der preußischen Oberlausitz                                                                                       | Südstadt                                               |
| Schäfereiweg                        | | Ludwigsdorf                                            |
| Schanze                             | im September 1620 bauten die Soldaten gegen den anrückenden sächsischen Kurfürsten eine Schanze, sie wurde im September 1621 wieder eingeebnet                                                                        | Nikolaivorstadt                                        |
| Schillerstraße                      | Friedrich Schiller (1759–1805), Schriftsteller | Innenstadt                                             |
| Schlaurother Allee                  | Ortsteil Schlauroth | Schlauroth                                             |
| Schlaurother Straße                 | Ortsteil Schlauroth | Biesnitz, Rauschwalde, Schlauroth                      |
| Schlaurother Weg                    | Ortsteil Schlauroth | Rauschwalde                                            |
| Schlesische Straße                  | Region Schlesien | Königshufen                                            |
| Schmiedegasse                       | | Ober-Neundorf                                          |
| Schönbergerstraße                   | Ortschaft Schönberg (heute Sulików) | Biesnitz                                               |
| Schöpstaler Weg                     | Gemeinde Schöpstal | Königshufen                                            |
| Schulgasse                          | | Ludwigsdorf                                            |
| Schulstraße                         | Schule, 1869 eingeweiht | Innenstadt                                             |
| Schulweg                            | | Hagenwerder                                            |
| Schützenstraße                      | Schießhaus der Vogelschützen, einst Mühlweg 1a | Innenstadt                                             |
| Schützenweg                         | Büchsen-Schützenhaus, einst an der Kreuzung Schützenweg/Uferstraße an der ehemaligen Fußgängerbrücke | Innenstadt                                             |
| Schwarze Straße                     | Michael Schwarze, Bürgermeister von Görlitz | Historische Altstadt                                   |
| Schwarzer Weg                       | so wurden häufig unbefestigte Verkehrswege genannt, nach der Farbe des verwendeten Belags | Rauschwalde                                            |
| Scultetusstraße                     | Bartholomäus Scultetus (1540–1614), Bürgermeister von Görlitz | Königshufen                                            |
| Sechsstädteplatz                    | Oberlausitzer Sechsstädtebund | Südstadt                                               |
| Seestraße                           | Berzdorfer See | Klein Neundorf                                         |
| Seufzerallee                        | | Innenstadt                                             |
| Seidenberger Straße                 | Stadt Seidenberg (heute Zawidów) | Weinhübel                                              |
| Siebenbörner                        | Bachlauf Siebenbörner, entspringt aus vier Brunnen hinter dem Leontinenhof | Innenstadt                                             |
| Siedlung                            | | Schlauroth                                             |
| Siedlung Königshufen                | | Königshufen                                            |
| Sohrstraße                          | Samuel August Sohr, Bürgermeister von Görlitz 1801–1833 | Innenstadt                                             |
| Sonnenland                          | | Südstadt                                               |
| Sonnenplan                          | Gasthof Zur Sonne | Innenstadt                                             |
| Sonnenstraße                        | Gasthof Zur Sonne | Innenstadt                                             |
| Sporergasse                         | Handwerk der Sporer | Historische Altstadt                                   |
| Spremberger Straße                  | Stadt Spremberg | Innenstadt                                             |
| Stadtgraben                         | äußerer Stadtgraben, Teil der Stadtbefestigung | Rauschwalde                                            |
| Stadtgrabensiedlung                 | äußerer Stadtgraben, Teil der Stadtbefestigung | Rauschwalde                                            |
| Stadtgrenze                         | | Königshufen                                            |
| Stauffenbergstraße                  | Claus Schenk Graf von Stauffenberg (1907–1944), Offizier und Teil des militärischen Widerstandes gegen den Nationalsozialismus                                                                                        | Weinhübel                                              |
| Steinstraße                         | steinerne Pflasterung oder Steinturm und -tor (1250 unter den ersten Türmen und Toren aus Stein) | Historische Altstadt                                   |
| Steinweg                            | | Nikolaivorstadt                                        |
| Strandpromenade                     | Strand am Berzdorfer See | Deutsch Ossig                                          |
| Straßburgpassage                    | Otto Straßburg (1862–1941), Kaufmann, Gründer des Kaufhauses Straßburg (seit 1908: Straßburgpassage) | Innenstadt                                             |
| Straße Der Freundschaft             | | Hagenwerder                                            |
| Struvestraße                        | Alexander Struve, Apotheker und Stadtrat | Innenstadt                                             |
| Südoststraße                        | | Biesnitz                                               |
| Talstraße                           | | Biesnitz                                               |
| Teichstraße                         | ehem. Ponteteich | Innenstadt                                             |
| Theaterpassage                      | Theater | Innenstadt                                             |
| Theodor-Körner-Straße               | Theodor Körner (1791–1813), Schriftsteller | Innenstadt                                             |
| Thomas-Müntzer-Ring                 | Thomas Müntzer (1489–1525), evangelischer Theologe | Biesnitz                                               |
| Thomas-Müntzer-Straße               | Thomas Müntzer (1489–1525), evangelischer Theologe | Hagenwerder                                            |
| Trotzendorfstraße                   | Valentin Friedland, genannt Trozendorf (1490–1556), Gründer und Rektor des ersten humanistischen Gymnasiums in Schlesien                                                                                              | Rauschwalde                                            |
| Tulpenweg                           | Tulpen | Rauschwalde                                            |
| Uferstraße                          | Westufer der Lausitzer Neiße | Historische Altstadt, Innenstadt                       |
| Ulmenhof                            | | Innenstadt                                             |
| Untermarkt                          | | Historische Altstadt                                   |
| Veilchenweg                         | Veilchen | Rauschwalde                                            |
| Verrätergasse                       | verratener Tuchmacheraufstand von 1527; die Tuchmacher trafen sich im Hinterhaus der Langenstraße 12 | Historische Altstadt                                   |
| Viehweg                             | | Tauchritz                                              |
| Virchowstraße                       | Rudolf Virchow (1821–1902), Arzt, Archäologe und Politiker | Innenstadt                                             |
| Von-Rodewitz-Weg                    | Caspar Gottlob von Rodewitz (1679–1721), Holzbildschnitzer und Steinbildhauer | Königshufen                                            |
| Walter-Rathenau-Straße              | Walther Rathenau (1867–1922), Industrieller, Schriftsteller und Politiker | Biesnitz, Südstadt                                     |
| Weberstraße                         | Zunft der Weber | Historische Altstadt                                   |
| Weinhübler Seeweg                   | Stadtteil Weinhübel, Berzdorfer See | Deutsch Ossig, Weinhübel                               |
| Weinhübler Straße                   | Stadtteil Weinhübel | Kunnerwitz                                             |
| Wendel-Roskopf-Straße               | Wendel Roskopf (1480–1549), Görlitzer Steinmetz, Baumeister und Stadtrat | Königshufen                                            |
| Wielandstraße                       | | Südstadt                                               |
| Wiesbadener Straße                  | Görlitz pflegt eine Städtepartnerschaft mit Wiesbaden (benannt 2009) | Rauschwalde                                            |
| Wiesenstraße                        | | Weinhübel                                              |
| Wiesenweg                           | | Biesnitz                                               |
| Wilhelmsplatz                       | Kaiser Wilhelm I. (1797–1888), König von Preußen, deutscher Kaiser | Innenstadt                                             |
| Windmühlenweg                       | Klingewalder Windmühle, 1852 errichtet | Königshufen                                            |
| Zeppelinstraße                      | Ferdinand Graf von Zeppelin (1838–1917), Luftschiffkonstrukteur | Innenstadt                                             |
| Ziegeleiweg                         | Standort der städtischen und privater Ziegeleien | Königshufen, Nikolaivorstadt                           |
| Zittauer Straße                     | Stadt Zittau | Südstadt, Weinhübel                                    |
| Zum Kalkwerk                        | ehemaliges Kalkwerk in Ludwigsdorf | Ludwigsdorf                                            |
| Zum Nordstrand                      | Nordstrand des Berzdorfer Sees | Deutsch Ossig                                          |
| Zum Sportplatz                      | Sportplatz in Ludwigsdorf | Ludwigsdorf                                            |
| Zur Kernschmiede                    | ehem. Kernschmiede auf der östlichen Seite der Zittauer Straße | Weinhübel                                              |
| Zur Tischbrücke                     | Vorwerk Tischbrücke, die Tischbrücke war eine Notbrücke, die man aufschlug, wenn die Altstadtbrücke nicht nutzbar war                                                                                                 | Nikolaivorstadt                                        |

## Entwicklung der Straßennamen

### Hinweise zu den Angaben in der Tabelle
- Die Spalten Straßenname 1867 … aktuell enthalten die jeweiligen Straßennamen, die den untenstehenden Stadtplänen entnommen wurden. Die Spalten sind sortierbar.
- Als Stadt- bzw. Ortsteil sind die jeweiligen Stadt- bzw. Ortsteile aufgelistet, zu der die Straßen bzw. Plätze gehören.

### Liste
| Straßenname 1867          | Straßenname 1930          | Straßenname 1945         | Straßenname 1953                                               | Straßenname 1985               | Straßenname aktuell                 | Stadt- bzw. Ortsteil                                   |
| ------------------------- | ------------------------- | ------------------------ | -------------------------------------------------------------- | ------------------------------ | ----------------------------------- | ------------------------------------------------------ |
|                           |                           | Eingemeindung 1949       | –                                                              | Straße der Bergarbeiter        | Albert-Blau-Straße                  | Weinhübel                                              |
|                           |                           | Eingemeindung 1951       | –                                                              | Albrecht-Thaer-Straße          | Albrecht-Thaer-Straße               | Biesnitz                                               |
| –                         | –                         |                          | Ernst-Müller-Straße                                            | Alex-Horstmann-Straße          | Alex-Horstmann-Straße               | Südstadt                                               |
| –                         | –                         |                          | –                                                              | Alexander-Bolze-Hof            | Alexander-Bolze-Hof                 | Königshufen                                            |
| Eingemeindung 1925        | Straßburger Straße        | Straßburger Straße       | Alfred-Fehler-Straße                                           | Alfred-Fehler-Straße           | Alfred-Fehler-Straße                | Rauschwalde                                            |
|                           |                           |                          |                                                                | Eingemeindung 1994             | Alte Kraftwerksstraße               | Hagenwerder                                            |
| –                         | Nieskyer Straße           |                          | Nieskyer Straße                                                | Nieskyer Straße                | Alte Nieskyer Straße                | Königshufen                                            |
|                           |                           | Eingemeindung 1949       | –                                                              | –                              | Am Bahnhof Weinhübel                | Weinhübel                                              |
|                           |                           | Eingemeindung 1951       | Am Berge                                                       | Am Berge                       | Am Berge                            | Biesnitz                                               |
| Eingemeindung 1925        | –                         |                          | –                                                              | –                              | Am Birkenwäldchen                   | Rauschwalde                                            |
| Straßen Tunnel            | Brautwiesentunnel         |                          | Am Brautwiesentunnel                                           | Am Brautwiesentunnel           | Am Brautwiesentunnel                | Innenstadt                                             |
| –                         | –                         |                          | –                                                              | Am Feierabendheim              | Am Feierabendheim                   | Königshufen                                            |
| –                         | –                         |                          | –                                                              | –                              | Am Flugplatz                        | Innenstadt, Königshufen                                |
| Eingemeindung 1925        | –                         |                          | –                                                              | –                              | Am Güterbahnhof                     | Rauschwalde, Schlauroth                                |
|                           |                           |                          |                                                                | Eingemeindung 1999             | Am Hang                             | Ober-Neundorf                                          |
| –                         | Am Hirschwinkel           |                          | Am Hirschwinkel                                                | Am Hirschwinkel                | Am Hirschwinkel                     | Nikolaivorstadt                                        |
|                           |                           |                          |                                                                | Eingemeindung 1999             | Am Hopfenberg                       | Ludwigsdorf                                            |
| –                         | –                         |                          | –                                                              | –                              | Am Hopfenfeld                       | Königshufen                                            |
| –                         | –                         |                          | –                                                              | Am Jugendborn                  | Am Jugendborn                       | Königshufen                                            |
| –                         | –                         |                          | –                                                              | –                              | Am Klinikum                         | Königshufen                                            |
|                           |                           | Eingemeindung 1951       | –                                                              | –                              | Am Loenschen Gut                    | Biesnitz                                               |
| am Museum                 | Am Museum                 |                          | Am Museum                                                      | Am Museum                      | Am Museum                           | Innenstadt                                             |
|                           |                           | Eingemeindung 1949       | Am Sande                                                       | Am Sande                       | Am Sande                            | Weinhübel                                              |
|                           |                           |                          |                                                                | Eingemeindung 1999             | Am Schafberg                        | Klein Neundorf                                         |
| –                         | –                         |                          | –                                                              | –                              | Am Schützenhaus                     | Südstadt                                               |
|                           |                           |                          |                                                                | Eingemeindung 1994             | Am See                              | Hagenwerder                                            |
| –                         | –                         |                          | –                                                              | Am Stadtgraben                 | Am Stadtgarten                      | Königshufen                                            |
| –                         | Reichenberger Straße      |                          | Straße der Freundschaft                                        | Straße der Freundschaft        | Am Stadtpark                        | Innenstadt                                             |
| –                         | –                         |                          | Am Stockborn                                                   | Am Stockborn                   | Am Stockborn                        | Nikolaivorstadt                                        |
|                           |                           | Eingemeindung 1949       | Am Wasserwerk                                                  | Am Wasserwerk                  | Am Wasserwerk                       | Weinhübel                                              |
| –                         | –                         |                          | –                                                              | Am Wiesengrund                 | Am Wiesengrund                      | Königshufen                                            |
|                           |                           |                          |                                                                | Eingemeindung 1999             | Am Windmühlenberg                   | Ober-Neundorf                                          |
|                           |                           | Eingemeindung 1951       | Amselgrund                                                     | Amselgrund                     | Amselgrund                          | Biesnitz                                               |
|                           |                           |                          |                                                                | Eingemeindung 1999             | Amselweg                            | Ober-Neundorf                                          |
| Eingemeindung 1925        | –                         |                          | –                                                              | –                              | An den Birken                       | Rauschwalde                                            |
|                           |                           | Eingemeindung 1949       | –                                                              | –                              | An den Neißewiesen                  | Weinhübel                                              |
|                           |                           |                          |                                                                | Eingemeindung 1994             | An der Alten F99                    | Hagenwerder                                            |
|                           |                           | Eingemeindung 1949       | –                                                              | –                              | An der Alten Ziegelei               | Klingewalde                                            |
|                           |                           |                          |                                                                | Eingemeindung 1999             | An der Autobahn                     | Ludwigsdorf                                            |
|                           |                           |                          |                                                                | Eingemeindung 1994             | An der Bahn                         | Hagenwerder                                            |
|                           |                           |                          |                                                                | Eingemeindung 1994             | An der B 99                         | Hagenwerder                                            |
| –                         | An der Frauenkirche       |                          | An der Frauenkirche                                            | An der Frauenkirche            | An der Frauenkirche                 | Innenstadt                                             |
| –                         | –                         |                          | An der Jakobuskirche                                           | An der Jakobuskirche           | An der Jakobuskirche                | Südstadt                                               |
|                           |                           |                          |                                                                | Eingemeindung 1999             | An der Landeskrone                  | Kunnerwitz                                             |
| –                         | Straße n. d. Weinberghaus |                          | An der Landskronbrauerei                                       | An der Landskronbrauerei       | An der Landskronbrauerei            | Südstadt                                               |
| Obermühle                 | An der Obermühle          |                          | An der Obermühle                                               | An der Obermühle               | An der Obermühle                    | Innenstadt                                             |
|                           |                           | Eingemeindung 1951       | –                                                              | An der Sternwarte              | An der Sternwarte                   | Biesnitz                                               |
| –                         | –                         |                          | –                                                              | An der Terrasse                | An der Terrasse                     | Königshufen                                            |
| –                         | An der Weißen Mauer       |                          | An der weißen Mauer                                            | An der weißen Mauer            | An der weißen Mauer                 | Innenstadt                                             |
| Annengasse                | Annengasse                |                          | Annengasse                                                     | Annengasse                     | Annengasse                          | Historische Altstadt                                   |
|                           |                           | Eingemeindung 1949       | –                                                              | Anton-Saefkow-Straße           | Anton-Saefkow-Straße                | Weinhübel                                              |
| –                         | –                         |                          | –                                                              | Antonstraße                    | Antonstraße                         | Königshufen                                            |
| Apotheker Gasse           | Apothekergasse            |                          | Apothekergasse                                                 | Apothekergasse                 | Apothekergasse                      | Historische Altstadt                                   |
| –                         | Arndtstraße               |                          | Arndtstraße                                                    | Arndtstraße                    | Arndtstraße                         | Südstadt                                               |
| Eingemeindung 1925        | –                         |                          | –                                                              | Arthur-Ullrich-Straße          | Arthur-Ullrich-Straße               | Rauschwalde                                            |
| Eingemeindung 1925        | –                         |                          | Straße E                                                       | Asternweg                      | Asternweg                           | Rauschwalde                                            |
|                           |                           |                          |                                                                | Eingemeindung 1999             | Auenblick                           | Ludwigsdorf                                            |
|                           |                           | Eingemeindung 1951       | Auenweg                                                        | Auenweg                        | Auenweg                             | Biesnitz                                               |
|                           |                           | Eingemeindung 1949       | –                                                              | Auf dem Hausacker              | Auf dem Hausacker                   | Weinhübel                                              |
|                           |                           | Eingemeindung 1951       | Aufgangstraße                                                  | Aufgangstraße                  | Aufgangstraße                       | Biesnitz                                               |
| –                         | Augustastraße             |                          | Dr.-Külz-Straße                                                | Dr.-Külz-Straße                | Augustastraße                       | Innenstadt                                             |
| –                         |                           | Reichertplatz            | August-Bebel-Platz                                             | August-Bebel-Platz             | August-Bebel-Platz                  | Südstadt                                               |
|                           |                           |                          |                                                                | Eingemeindung 1994             | August-Bebel-Straße                 | Hagenwerder                                            |
| Eingemeindung 1925        | –                         |                          | –                                                              | Azaleenweg                     | Azaleenweg                          | Rauschwalde                                            |
| Bäckerstrasse             | Bäckerstraße              |                          | Bäckerstraße                                                   | Bäckerstraße                   | Bäckerstraße                        | Historische Altstadt                                   |
| Bahnhofs-Strasse          | Bahnhofstraße             | Schlageterstraße         | Bahnhofstraße                                                  | Bahnhofstraße                  | Bahnhofstraße                       | Innenstadt                                             |
| Bautzener-Strasse         | Bautzener Straße          |                          | Bautzener Straße                                               | Bautzener Straße               | Bautzener Straße                    | Innenstadt                                             |
|                           |                           | Eingemeindung 1951       | Gartenstraße                                                   | Gartenstraße                   | Beethovenstraße                     | Biesnitz                                               |
| an der Peterskirche       | Bei der Peterskirche      |                          | Bei der Peterskirche                                           | Bei der Peterskirche           | Bei der Peterskirche                | Historische Altstadt                                   |
| Berg-Strasse              | Bergstraße                |                          | Bergstraße                                                     | Bergstraße                     | Bergstraße                          | Historische Altstadt, Innenstadt                       |
| Packhofs-Strasse          | Berliner Straße           | Adolf-Hitler-Straße      | Berliner Straße                                                | Berliner Straße                | Berliner Straße                     | Innenstadt                                             |
|                           |                           |                          |                                                                | Eingemeindung 1994             | Berzdorfer Straße                   | Tauchritz                                              |
| –                         | Biesnitzer Fußweg         |                          | Biesnitzer Fußweg                                              | Biesnitzer Fußweg              | Biesnitzer Fußweg                   | Südstadt                                               |
| –                         | Biesnitzer Straße         |                          | Biesnitzer Straße                                              | Biesnitzer Straße              | Biesnitzer Straße                   | Biesnitz, Südstadt                                     |
|                           |                           | Eingemeindung 1949       | –                                                              | Birkenallee                    | Birkenallee                         | Klingewalde                                            |
| Kloster-Strasse           | Bismarckstraße            |                          | Breitscheidstraße                                              | Breitscheidstraße              | Bismarckstraße                      | Innenstadt                                             |
| –                         | Blockhausstraße           |                          | Blockhausstraße                                                | Blockhausstraße                | Blockhausstraße                     | Innenstadt                                             |
| Blumen-Strasse            | Blumenstraße              |                          | Herbert-Balzer-Straße                                          | Herbert-Balzer-Straße          | Blumenstraße                        | Innenstadt                                             |
| Bog-Strasse               | Bogstraße                 |                          | Bogstraße                                                      | Bogstraße                      | Bogstraße                           | Nikolaivorstadt                                        |
| –                         | Brautwiesenplatz          | Danziger Freiheit        | Brautwiesenplatz                                               | Brautwiesenplatz               | Brautwiesenplatz                    | Innenstadt                                             |
| –                         | Brautwiesenstraße         |                          | Brautwiesenstraße                                              | Brautwiesenstraße              | Brautwiesenstraße                   | Innenstadt                                             |
|                           |                           | Eingemeindung 1949       | Karl-Straße (Ostteil)                                          | Karl-Straße (Ostteil)          | Brechtstraße                        | Weinhübel                                              |
| Breite-Strasse            | Breite Straße             |                          | Breite Straße                                                  | Breite Straße                  | Breite Straße                       | Historische Altstadt                                   |
| –                         | Brückenstraße             |                          | Bolesław-Bierut-Straße                                         | Bolesław-Bierut-Straße         | Brückenstraße                       | Innenstadt                                             |
| Brüderstrasse             | Brüderstraße              |                          | Brüderstraße                                                   | Brüderstraße                   | Brüderstraße                        | Historische Altstadt                                   |
| Brunnenstrasse            | Brunnenstraße             |                          | Brunnenstraße                                                  | Brunnenstraße                  | Brunnenstraße                       | Innenstadt                                             |
| –                         | –                         |                          | Büchtemannstraße                                               | Büchtemannstraße               | Büchtemannstraße                    | Südstadt                                               |
| Büttner-Strasse           | Büttnerstraße             |                          | Büttnerstraße                                                  | Büttnerstraße                  | Büttnerstraße                       | Historische Altstadt                                   |
| –                         | –                         |                          | –                                                              | Carl-Friedrich-Gauß-Straße     | Carl-Friedrich-Gauß-Straße          | Südstadt                                               |
| –                         | Seydewitzstraße           |                          | Karl-Von-Ossietzky-Straße                                      | Carl-Von-Ossietzky-Straße      | Carl-Von-Ossietzky-Straße           | Südstadt                                               |
| Eingemeindung 1925        | Lothringer Straße         |                          | Carolusstraße (Nordteil)                                       | Carolusstraße (Nordteil)       | Carolusstraße (Nordteil)            | Rauschwalde                                            |
| Eingemeindung 1925        | Friedrich-Ebert-Straße    | Düppeler Straße          | Carolusstraße (Südteil)                                        | Carolusstraße (Südteil)        | Carolusstraße (Südteil)             | Rauschwalde                                            |
|                           |                           |                          |                                                                | Eingemeindung 1994             | Carolusweg                          | Schlauroth                                             |
| Eingemeindung 1925        | Heinrich-Heine-Straße     |                          | Christian-Heuck-Straße                                         | Christian-Heuck-Straße         | Christian-Heuck-Straße              | Rauschwalde                                            |
| In den Teichen            | Christoph-Lüders-Straße   |                          | Alexander-Stachanow-Straße                                     | Alexander-Stachanow-Straße     | Christoph-Lüders-Straße             | Innenstadt                                             |
| Eingemeindung 1925        | –                         |                          | –                                                              | Chrysanthemenweg               | Chrysanthemenweg                    | Rauschwalde                                            |
| Eingemeindung 1925        | Gerhart-Hauptmann-Straße  | Wörther Straße           | Klara-Zetkin-Straße                                            | Clara-Zetkin-Straße            | Clara-Zetkin-Straße                 | Rauschwalde                                            |
| –                         | –                         | –                        | –                                                              | –                              | Conrad-Schiedt-Straße               | Innenstadt                                             |
| –                         | Cottbuser Straße          |                          | Cottbuser Straße                                               | Cottbuser Straße               | Cottbuser Straße                    | Innenstadt                                             |
| Eingemeindung 1925        | –                         |                          | Straße B                                                       | Dahlienweg                     | Dahlienweg                          | Rauschwalde                                            |
| –                         | Daniel-Riech-Straße       |                          | Daniel-Riech-Straße                                            | Daniel-Riech-Straße            | Daniel-Riech-Straße                 | Südstadt                                               |
| Demiani-Platz             | Demianiplatz              |                          | Demianiplatz                                                   | Demianiplatz                   | Demianiplatz                        | Historische Altstadt, Innenstadt                       |
|                           |                           |                          |                                                                | Eingemeindung 1999             | Deutsch-Ossiger-Weg                 | Kunnerwitz                                             |
|                           |                           | Eingemeindung 1949       | –                                                              | –                              | Deutsch-Ossig-Ring                  | Weinhübel                                              |
| Eingemeindung 1925        | –                         |                          | –                                                              | Diesterwegplatz                | Diesterwegplatz                     | Rauschwalde                                            |
| –                         | –                         |                          | –                                                              | Diesterwegstraße               | Diesterwegstraße                    | Rauschwalde, Südstadt                                  |
|                           |                           |                          |                                                                | Eingemeindung 1994             | Dorfstraße                          | Schlauroth                                             |
|                           |                           |                          |                                                                | Eingemeindung 1994             | Dr.-Alfons-Maria-Wachsmann-Siedlung | Schlauroth                                             |
| Dresdener-Strasse         | Dresdener Straße          |                          | Dresdener Straße                                               | Dresdener Straße               | Dresdener Straße                    | Innenstadt                                             |
| Mittel-Strasse            | Mittelstraße              |                          | Dr.-Friedrichs-Straße                                          | Dr.-Friedrichs-Straße          | Dr.-Friedrichs-Straße               | Innenstadt                                             |
| Promenade                 | Promenade                 |                          | Bolesław-Bierut-Straße                                         | Bolesław-Bierut-Straße         | Dr.-Kahlbaum-Allee (Südteil)        | Innenstadt                                             |
| Promenade                 | Promenade                 |                          | Promenade                                                      | Promenade                      | Dr.-Kahlbaum-Allee (Nordteil)       | Innenstadt                                             |
|                           |                           | Eingemeindung 1951       | Drosselstraße                                                  | Drosselstraße                  | Drosselstraße                       | Biesnitz                                               |
| Eingemeindung 1925        | –                         |                          | –                                                              | –                              | Eibenweg                            | Rauschwalde                                            |
| –                         | Eichendorffstraße         |                          | Eichendorffstraße                                              | Eichendorffstraße              | Eichendorffstraße                   | Südstadt                                               |
| Eingemeindung 1925        | –                         | Langemarckstraße         | Einsteinstraße                                                 | Einsteinstraße                 | Einsteinstraße                      | Rauschwalde                                            |
| Elisabeth-Strasse         | Elisabethstraße           |                          | Elisabethstraße                                                | Elisabethstraße                | Elisabethstraße                     | Historische Altstadt, Innenstadt                       |
| –                         | –                         |                          | –                                                              | –                              | Else-Puschmann-Weg                  | Innenstadt                                             |
| Eingemeindung 1925        | Posener Straße            |                          | Elsternweg                                                     | Elsternweg                     | Elsternweg                          | Rauschwalde                                            |
| –                         | Emmerichstraße            |                          | Emmerichstraße                                                 | Emmerichstraße                 | Emmerichstraße                      | Innenstadt                                             |
|                           |                           |                          |                                                                | Eingemeindung 1999             | Emmerichswalder Straße              | Ober-Neundorf                                          |
| –                         | Hardenberg Straße         | Hardenbergstraße         | Erich-Mühsam-Straße                                            | Erich-Mühsam-Straße            | Erich-Mühsam-Straße                 | Südstadt                                               |
|                           |                           | Eingemeindung 1949       | Straße des Friedens                                            | Straße des Friedens            | Erich-Oppenheimer-Straße            | Weinhübel                                              |
|                           |                           | Eingemeindung 1949       | –                                                              | Erich-Weinert-Straße           | Erich-Weinert-Straße                | Weinhübel                                              |
| –                         | –                         |                          | –                                                              | –                              | Ernst-Müller-Weg                    | Südstadt                                               |
|                           |                           |                          |                                                                | Eingemeindung 1994             | Ernst-Thälmann-Platz                | Hagenwerder                                            |
|                           |                           | Eingemeindung 1949       | –                                                              | Etkar-André-Straße             | Etkar-André-Straße                  | Weinhübel                                              |
|                           |                           | Eingemeindung 1951       | Fahrstraße                                                     | Fahrstraße                     | Fahrstraße                          | Biesnitz                                               |
| Eingemeindung 1925        | –                         | Skagerrakstraße          | Feuerbachstraße                                                | Feuerbachstraße                | Feuerbachstraße                     | Rauschwalde                                            |
| –                         | Fichtestraße              |                          | Fichtestraße                                                   | Fichtestraße                   | Fichtestraße                        | Südstadt                                               |
| Eingemeindung 1925        | –                         |                          | Finkenweg                                                      | Finkenweg                      | Finkenweg                           | Rauschwalde                                            |
| Arme Sünder Gasse         | Finstertorstraße          |                          | Finstertorstraße                                               | Finstertorstraße               | Finstertorstraße                    | Nikolaivorstadt                                        |
| –                         | Fischerstraße             |                          | Fischerstraße                                                  | Fischerstraße                  | Fischerstraße                       | Südstadt                                               |
| Fischmarkt                | Fischmarkt                |                          | Fischmarkt                                                     | Fischmarkt                     | Fischmarkt                          | Historische Altstadt                                   |
| Fischmarkt-Strasse        | Fischmarktstraße          |                          | Fischmarktstraße                                               | Fischmarktstraße               | Fischmarktstraße                    | Historische Altstadt                                   |
| Fleischer-Strasse         | Fleischerstraße           |                          | Fleischerstraße                                                | Fleischerstraße                | Fleischerstraße                     | Historische Altstadt                                   |
|                           |                           | Eingemeindung 1951       | –                                                              | –                              | Fliederweg                          | Biesnitz                                               |
| –                         | –                         |                          | –                                                              | –                              | Florinusweg                         | Königshufen                                            |
|                           |                           | Eingemeindung 1949       | Franz-Künzer-Straße                                            | Franz-Künzer-Straße            | Franz-Künzer-Straße                 | Weinhübel                                              |
| –                         | Frauenburgstraße          |                          | Frauenburgstraße                                               | Frauenburgstraße               | Frauenburgstraße                    | Südstadt                                               |
|                           |                           |                          |                                                                | Eingemeindung 1994             | Friedensstraße                      | Hagenwerder                                            |
|                           |                           | Eingemeindung 1951       | Friedersdorfer Straße                                          | Friedersdorfer Straße          | Friedersdorfer Straße               | Biesnitz                                               |
| –                         | Hagsphilstraße            |                          | Hagsphilstraße                                                 | Friedhofstraße                 | Friedhofstraße                      | Innenstadt, Königshufen, Nikolaivorstadt               |
| Eingemeindung 1925        | Uthmannstraße             | Spichernstraße           | Friedrich-Ebert-Straße                                         | Friedrich-Ebert-Straße         | Friedrich-Ebert-Straße              | Rauschwalde                                            |
|                           |                           | Eingemeindung 1949       | Friedrich-Engels-Straße                                        | Friedrich-Engels-Straße        | Friedrich-Engels-Straße             | Weinhübel                                              |
| Eingemeindung 1925        | Elsasser Straße           |                          | Friedrich-Naumann-Straße                                       | Straße der Eisenbahner         | Friedrich-List-Straße               | Rauschwalde                                            |
| Eingemeindung 1925        | Elsasser Straße           |                          | Friedrich-Naumann-Straße                                       | Friedrich-Naumann-Straße       | Friedrich-Naumann-Straße            | Rauschwalde                                            |
|                           |                           | Eingemeindung 1951       | Friesenstraße                                                  | Friesenstraße                  | Friesenstraße                       | Biesnitz                                               |
|                           |                           | Eingemeindung 1949       | –                                                              | Fritz-Heckert-Straße           | Fritz-Heckert-Straße                | Weinhübel                                              |
| –                         | Fröbelstraße              |                          | Fröbelstraße                                                   | Fröbelstraße                   | Fröbelstraße                        | Südstadt                                               |
| –                         | Furtstraße                |                          | Furtstraße                                                     | Furtstraße                     | Furtstraße                          | Innenstadt                                             |
| Garten-Strasse            | Gartenstraße              |                          | Ludwig-Ey-Straße                                               | Ludwig-Ey-Straße               | Gartenstraße                        | Innenstadt                                             |
|                           |                           |                          |                                                                | Eingemeindung 1994             | Gartenweg                           | Hagenwerder                                            |
| Eingemeindung 1925        | –                         | Annaberger Straße        | Georg-Ledebour-Straße                                          | Georg-Ledebour-Straße          | Georg-Ledebour-Straße               | Rauschwalde                                            |
|                           |                           | Eingemeindung 1951       | –                                                              | –                              | Gerberaweg                          | Biesnitz                                               |
|                           |                           | Eingemeindung 1949       | –                                                              | Gerda-Boenke-Straße            | Gerda-Boenke-Straße                 | Weinhübel                                              |
| –                         | –                         |                          | –                                                              | –                              | Gerhart-Hauptmann-Straße            | Südstadt                                               |
| –                         | –                         |                          | –                                                              | Gersdorfstraße                 | Gersdorfstraße                      | Königshufen                                            |
|                           |                           | Eingemeindung 1951       | Geschwister-Scholl-Straße                                      | Geschwister-Scholl-Straße      | Geschwister-Scholl-Straße           | Biesnitz                                               |
| –                         | –                         |                          | –                                                              | –                              | Gewerbering                         | Klingewalde                                            |
| –                         | Girbigsdorfer Straße      |                          | Girbigsdorfer Straße                                           | Girbigsdorfer Straße           | Girbigsdorfer Straße                | Innenstadt, Königshufen                                |
| –                         | –                         |                          | –                                                              | –                              | Girbigsdorfer Weg                   | Innenstadt                                             |
| Eingemeindung 1925        | –                         |                          | Straße A                                                       | Gladiolenweg                   | Gladiolenweg                        | Rauschwalde                                            |
| –                         | Gobbinstraße              |                          | Gobbinstraße                                                   | Gobbinstraße                   | Gobbinstraße                        | Innenstadt                                             |
| –                         | Goethestraße              |                          | Goethestraße                                                   | Goethestraße                   | Goethestraße                        | Südstadt                                               |
|                           |                           | Eingemeindung 1951       | –                                                              | –                              | Goldregenweg                        | Biesnitz                                               |
|                           |                           |                          |                                                                | Eingemeindung 1994             | Görlitzer Straße                    | Schlauroth                                             |
| an der Peterskirche       | Bei der Peterskirche      |                          | Bei der Peterskirche                                           | Bei der Peterskirche           | Gottfried-Kiesow-Platz              | Historische Altstadt                                   |
|                           |                           | Eingemeindung 1949       | –                                                              | –                              | Gottlieb-Daimler-Straße             | Klingewalde                                            |
| Eingemeindung 1925        | Tannenberg Straße         |                          | Grenzweg (Nordteil)                                            | Grenzweg (Nordteil)            | Grenzweg (Nordteil)                 | Rauschwalde                                            |
| Eingemeindung 1925        | Leichenweg                |                          | Am Kinderheim, Grenzweg (Südteil)                              | Grenzweg (Südteil)             | Grenzweg (Südteil)                  | Biesnitz, Rauschwalde                                  |
| Grosse Brandgasse         | Große Wallstraße          |                          | Große Wallstraße                                               | Große Wallstraße               | Große Wallstraße                    | Nikolaivorstadt                                        |
|                           |                           | Eingemeindung 1951       | Grundstraße                                                    | Grundstraße                    | Grundstraße                         | Biesnitz                                               |
| Am grünen Graben          | Grüner Graben             |                          | Grüner Graben                                                  | Grüner Graben                  | Grüner Graben                       | Historische Altstadt, Innenstadt, Nikolaivorstadt      |
|                           |                           | Eingemeindung 1949       | Karl-Marx-Straße                                               | Karl-Marx-Straße               | Grünstraße                          | Weinhübel                                              |
| –                         | Gutenbergstraße           |                          | Gutenbergstraße                                                | Gutenbergstraße                | Gutenbergstraße                     | Südstadt                                               |
|                           |                           |                          |                                                                | Eingemeindung 1994             | Hafenstraße                         | Hagenwerder                                            |
| Hainwald                  | Hainwald                  |                          | Hainwald                                                       | Hainwald                       | Hainwald                            | Historische Altstadt                                   |
| Handwerk                  | Handwerk                  |                          | Handwerk                                                       | Handwerk                       | Handwerk                            | Historische Altstadt                                   |
| Eingemeindung 1925        | –                         |                          | –                                                              | Hans-Beimler-Straße            | Hans-Beimler-Straße                 | Rauschwalde                                            |
| Eingemeindung 1925        | –                         |                          | –                                                              | –                              | Hans-Georg-Dehmelt-Straße           | Rauschwalde, Schlauroth                                |
| Eingemeindung 1925        | Memeler Straße            |                          | Weidenweg                                                      | Hans-Nathan-Straße             | Hans-Nathan-Straße                  | Rauschwalde                                            |
| –                         | Hartmannstraße            |                          | Hartmannstraße                                                 | Hartmannstraße                 | Hartmannstraße                      | Innenstadt                                             |
| Eingemeindung 1925        | –                         | Eupener Straße           | Hegelstraße                                                    | Hegelstraße                    | Hegelstraße                         | Rauschwalde                                            |
| Heilige Grab–Strasse      | Heilige-Grabstraße        |                          | Heilige-Grab-Straße                                            | Heilige-Grab-Straße            | Heilige-Grab-Straße                 | Innenstadt, Königshufen, Nikolaivorstadt               |
| Eingemeindung 1925        | –                         | Alsenstraße              | Heinrich-Heine-Straße                                          | Heinrich-Heine-Straße          | Heinrich-Heine-Straße               | Rauschwalde                                            |
| –                         | Heinzelstraße             |                          | Heinzelstraße                                                  | Heinzelstraße                  | Heinzelstraße                       | Südstadt                                               |
| Helle Gasse               | Hellegasse                |                          | Hellegasse                                                     | Helle Gasse                    | Helle Gasse                         | Historische Altstadt                                   |
| Eingemeindung 1925        | Kattowitzer Straße        |                          | Helmut-Von-Gerlach-Straße                                      | Helmut-Von-Gerlach-Straße      | Helmut-Von-Gerlach-Straße           | Rauschwalde                                            |
| Eingemeindung 1925        | Thorner Straße            |                          | Helmut-Von-Gerlach-Straße                                      | Helmut-Von-Gerlach-Straße      | Helmut-Von-Gerlach-Straße           | Rauschwalde                                            |
|                           |                           | Eingemeindung 1951       | Hermann-Löns-Straße                                            | Hermann-Löns-Straße            | Hermann-Löns-Straße                 | Biesnitz                                               |
| –                         | Heynestraße               |                          | Heynestraße                                                    | Heynestraße                    | Heynestraße                         | Innenstadt                                             |
| Eingemeindung 1925        | –                         |                          | –                                                              | Hilde-Coppi-Straße             | Hilde-Coppi-Straße                  | Rauschwalde                                            |
| –                         | Christoph-Lüders-Platz    |                          | Platz der Solidarität                                          | Platz der Solidarität          | Hildegard-Burjan-Platz              | Innenstadt                                             |
| Hilger–Gasse              | Hilgerstraße              |                          | Hilgerstraße                                                   | Hilgerstraße                   | Hilgerstraße                        | Innenstadt                                             |
|                           |                           |                          |                                                                | Eingemeindung 1999             | Hofeweg                             | Ober-Neundorf                                          |
| Hohe Gasse                | Hohe Straße               |                          | Hohestraße                                                     | Hohe Straße                    | Hohe Straße                         | Innenstadt                                             |
| –                         | Holteistraße              |                          | Holteistraße                                                   | Holteistraße                   | Holteistraße                        | Südstadt                                               |
|                           |                           |                          |                                                                | Eingemeindung 1994             | Holtendorfer Weg                    | Schlauroth                                             |
|                           |                           | Eingemeindung 1951       | –                                                              | Holunderweg                    | Holunderweg                         | Biesnitz                                               |
| Hospital-Strasse          | Hospitalstraße            |                          | Hospitalstraße                                                 | Otto-Nuschke-Straße            | Hospitalstraße                      | Innenstadt                                             |
| Hother-Strasse            | Hotherstraße              |                          | Hotherstraße                                                   | Hotherstraße                   | Hotherstraße                        | Historische Altstadt                                   |
|                           |                           | Eingemeindung 1949       | Hugo-Eberle-Straße                                             | Hugo-Eberle-Straße             | Hugo-Eberle-Straße                  | Weinhübel                                              |
| Jüdenring                 | Jüdenring                 | Jägerstraße              | Hugo-Keller-Straße                                             | Hugo-Keller-Straße             | Hugo-Keller-Straße                  | Historische Altstadt, Nikolaivorstadt                  |
|                           |                           |                          |                                                                | Eingemeindung 1994             | Humboldtstraße                      | Hagenwerder                                            |
| –                         | –                         |                          | –                                                              | Hussitenstraße                 | Hussitenstraße                      | Königshufen                                            |
| –                         | –                         |                          | Im Bogen                                                       | Im Bogen                       | Im Bogen                            | Südstadt                                               |
|                           |                           |                          |                                                                | Eingemeindung 1994             | Immanuel-Kant-Straße                | Hagenwerder                                            |
| –                         | –                         |                          | –                                                              | Inselweg                       | Inselweg                            | Südstadt, Weinhübel                                    |
|                           |                           | Eingemeindung 1949       | In der Aue                                                     | In der Aue                     | In der Aue                          | Weinhübel                                              |
| –                         | Jahnstraße                |                          | Jahnstraße                                                     | Jahnstraße                     | Jahnstraße                          | Innenstadt                                             |
| An der Bank               | An der Bank               |                          | An der Bank                                                    | Jakob-Böhme-Straße             | Jakob-Böhme-Straße                  | Historische Altstadt, Innenstadt                       |
| Jacobs-Strasse            | Jakobstraße               |                          | Jakobstraße                                                    | Jakobstraße                    | Jakobstraße                         | Innenstadt                                             |
| Str. Tunnel               | Jakob Tunnel              |                          | Jakobstunnel                                                   |                                | Jakobstunnel                        | Innenstadt                                             |
| Sommer-Strasse            | Moltkestraße              |                          | Thälmannstraße                                                 | Thälmannstraße                 | James-von-Moltke-Straße             | Innenstadt                                             |
| –                         | Jauernicker Straße        |                          | Jauernicker Straße                                             | Jauernicker Straße             | Jauernicker Straße                  | Südstadt                                               |
| –                         | Jeschkenstraße            |                          | Jeschkenstraße                                                 | Jeschkenstraße                 | Jeschkenstraße                      | Südstadt                                               |
| –                         | Jochmannstraße            |                          | Jochmannstraße                                                 | Jochmannstraße                 | Jochmannstraße                      | Innenstadt                                             |
| –                         | –                         |                          | Sonderburger Straße                                            | Otto-Grotewohl-Straße          | Johanna-Dreyer-Straße               | Rauschwalde, Südstadt                                  |
|                           |                           | Eingemeindung 1949       | –                                                              | Johannes-Robert-Becher-Straße  | Johannes-Robert-Becher-Straße       | Weinhübel                                              |
| Kahle                     | Kahle                     |                          | Johannes-Wüsten-Straße                                         | Johannes-Wüsten-Straße         | Johannes-Wüsten-Straße              | Innenstadt                                             |
| –                         | Johann-Haß-Straße         |                          | Johann-Haß-Straße                                              | Johann-Haß-Straße              | Johann-Haß-Straße                   | Südstadt                                               |
|                           |                           | Eingemeindung 1951       | Johann-Sebastian-Bach-Straße                                   | Johann-Sebastian-Bach-Straße   | Johann-Sebastian-Bach-Straße        | Biesnitz                                               |
| Friedrich-Wilhelm-Strasse | Friedrich-Wilhelm-Straße  | Friedrich-Wilhelm-Straße | Ferdinand-Lassalle-Straße                                      | Joliot-Curie-Straße            | Joliot-Curie-Straße                 | Innenstadt                                             |
|                           |                           | Eingemeindung 1949       | –                                                              | Straße der Kraftwerker         | Jonas-Cohn-Straße                   | Weinhübel                                              |
| Jüden-Strasse             | Jüdenstraße               |                          | Rathausstraße                                                  | Rathausstraße                  | Jüdenstraße                         | Historische Altstadt                                   |
|                           |                           | Eingemeindung 1949       | –                                                              | Julius-Motteler-Straße         | Julius-Motteler-Straße              | Weinhübel                                              |
| –                         | Kamenzer Straße           |                          | Kamenzer Straße                                                | Kamenzer Straße                | Kamenzer Straße                     | Südstadt                                               |
| Eingemeindung 1925        | Karl-Eichler-Straße       |                          | Karl-Eichler-Straße                                            | Karl-Eichler-Straße            | Karl-Eichler-Straße                 | Rauschwalde                                            |
|                           |                           |                          |                                                                | Eingemeindung 1994             | Karl-Liebknecht-Straße              | Hagenwerder                                            |
|                           |                           |                          |                                                                | Eingemeindung 1994             | Karl-Marx-Straße                    | Hagenwerder                                            |
|                           |                           | Eingemeindung 1949       | Karlstraße                                                     | Karlstraße                     | Karlstraße                          | Weinhübel                                              |
| Karpfengrund              | Karpfengrund              |                          | Karpfengrund                                                   | Karpfengrund                   | Karpfengrund                        | Historische Altstadt                                   |
|                           |                           | Eingemeindung 1951       | Weinhübler Straße                                              | Weinhübler Straße              | Kastanienallee                      | Biesnitz, Weinhübel                                    |
| Eingemeindung 1925        | –                         |                          | –                                                              | –                              | Kästnerweg                          | Rauschwalde                                            |
| Eingemeindung 1925        | Bromberger Straße         | Bromberger Straße        | Käthe-Kollwitz-Straße                                          | Käthe-Kollwitz-Straße          | Käthe-Kollwitz-Straße               | Rauschwalde                                            |
|                           |                           |                          |                                                                | Eingemeindung 1999             | Kathrinenhof                        | Ludwigsdorf                                            |
| –                         | –                         |                          | Kirchgasse                                                     | Kirchgasse                     | Kirchgasse                          | Historische Altstadt                                   |
|                           |                           |                          |                                                                | Eingemeindung 1994             | Kirchplatz                          | Tauchritz                                              |
|                           |                           |                          |                                                                | Eingemeindung 1999             | Kirchsteg                           | Ludwigsdorf, Klingewalde                               |
|                           |                           | Eingemeindung 1949       | Kirchstraße                                                    | Kirchstraße                    | Kirchstraße                         | Weinhübel                                              |
|                           |                           |                          |                                                                | Eingemeindung 1994             | Kirchweg                            | Schlauroth                                             |
|                           |                           |                          |                                                                | Eingemeindung 1999             | Kleindorffs Weg                     | Ludwigsdorf                                            |
|                           |                           | Eingemeindung 1951       | –                                                              | –                              | Kleine Grundstraße                  | Biesnitz                                               |
| –                         | Kleine Konsulstraße       |                          | Kleine Konsulstraße                                            | Kleine Konsulstraße            | Kleine Konsulstraße                 | Innenstadt                                             |
|                           |                           |                          |                                                                | Eingemeindung 1994             | Kleine Seite                        | Schlauroth                                             |
| Kleine Brandgasse         | Kleine Wallstraße         |                          | Kleine Wallstraße                                              | Kleine Wallstraße              | Kleine Wallstraße                   | Nikolaivorstadt                                        |
|                           |                           | Eingemeindung 1949       | –                                                              | Klingewalder Dorfstraße        | Klingewalde                         | Klingewalde                                            |
|                           |                           | Eingemeindung 1949       | –                                                              | –                              | Klingewalder Höhe                   | Klingewalde                                            |
|                           |                           | Eingemeindung 1949       | –                                                              | –                              | Klingewalder Weg                    | Klingewalde                                            |
| Klosterplatz              | Klosterplatz              |                          | Klosterplatz                                                   | Klosterplatz                   | Klosterplatz                        | Historische Altstadt                                   |
| Kloster-Strasse           | Klosterstraße             |                          | Klosterstraße                                                  | Klosterstraße                  | Klosterstraße                       | Historische Altstadt                                   |
|                           |                           | Eingemeindung 1951       | –                                                              | Königshainer Straße            | Königshainer Straße                 | Biesnitz                                               |
| –                         | Konsulplatz               |                          | Konsulplatz                                                    | Konsulplatz                    | Konsulplatz                         | Innenstadt                                             |
| Kohl-Strasse              | Konsulstraße              |                          | Konsulstraße                                                   | Konsulstraße                   | Konsulstraße                        | Innenstadt                                             |
| Eingemeindung 1925        | Friedrich-Ebert-Straße    |                          | Kopernikusstraße                                               | Kopernikusstraße               | Kopernikusstraße                    | Rauschwalde                                            |
| Kränzel-Strasse           | Kränzelstraße             |                          | Kränzelstraße                                                  | Kränzelstraße                  | Kränzelstraße                       | Historische Altstadt                                   |
|                           |                           |                          |                                                                | Eingemeindung 1999             | Krauschaer Straße                   | Ludwigsdorf, Ober-Neundorf                             |
| Krebs-Gasse               | Krebsgasse                |                          | Krebsgasse                                                     | Krebsgasse                     | Krebsgasse                          | Historische Altstadt                                   |
| Krischelstrasse           | Krischelstraße            |                          | Krischelstraße                                                 | Krischelstraße                 | Krischelstraße                      | Historische Altstadt                                   |
| Kröl-Strasse              | Krölstraße                | Krölstraße               | Karl-Liebknecht-Straße                                         | Karl-Liebknecht-Straße         | Krölstraße                          | Innenstadt                                             |
| Kummerau                  | Kummerau                  |                          | Kummerau                                                       | Kummerau                       | Kummerau                            | Innenstadt                                             |
| –                         | Kunnerwitzer Straße       |                          | Kunnerwitzer Straße                                            | Kunnerwitzer Straße            | Kunnerwitzer Straße                 | Südstadt                                               |
|                           |                           | Eingemeindung 1951       | Kunnerwitzer Weg                                               | Kunnerwitzer Weg               | Kunnerwitzer Weg                    | Biesnitz                                               |
| –                         | Landeskronstraße          |                          | Landeskronstraße                                               | Landeskronstraße               | Landeskronstraße                    | Innenstadt                                             |
|                           |                           | Eingemeindung 1951       | –                                                              | –                              | Landgutweg                          | Biesnitz                                               |
|                           |                           | Eingemeindung 1951       | Landhausstraße                                                 | Landhausstraße                 | Landhausstraße                      | Biesnitz                                               |
|                           |                           | Eingemeindung 1949       | Landheimstraße                                                 | Landheimstraße                 | Landheimstraße                      | Weinhübel                                              |
| Langen-Strasse            | Langenstraße              |                          | Langenstraße                                                   | Langenstraße                   | Langenstraße                        | Historische Altstadt                                   |
| –                         | –                         |                          | –                                                              | –                              | Laubaner Straße                     | Königshufen                                            |
| –                         | –                         |                          | –                                                              | Leningrader Straße             | Lausitzer Straße                    | Königshufen                                            |
| Leipziger-Strasse         | Leipziger Straße          |                          | Leipziger Straße                                               | Leipziger Straße               | Leipziger Straße                    | Innenstadt                                             |
|                           |                           | Eingemeindung 1951       | Lerchenstraße                                                  | Lerchenstraße                  | Lerchenstraße                       | Biesnitz                                               |
|                           |                           | Eingemeindung 1949       | Leschwitzer Straße                                             | Leschwitzer Straße             | Leschwitzer Straße                  | Weinhübel                                              |
| –                         | Lessingstraße             |                          | Lessingstraße                                                  | Lessingstraße                  | Lessingstraße                       | Südstadt                                               |
| –                         | Liebigstraße              |                          | Liebigstraße                                                   | Liebigstraße                   | Liebigstraße                        | Innenstadt                                             |
| –                         | –                         |                          | –                                                              | –                              | Liebighöhe                          | Innenstadt                                             |
| –                         | Lilienthalstraße          |                          | Lilienthalstraße                                               | Lilienthalstraße               | Lilienthalstraße                    | Innenstadt                                             |
|                           |                           | Eingemeindung 1951       | –                                                              | –                              | Lilienweg                           | Biesnitz                                               |
|                           |                           | Eingemeindung 1951       | Lindenstraße                                                   | Lindenstraße                   | Lindenstraße                        | Biesnitz                                               |
| –                         | Lindenweg                 |                          | Lindenweg                                                      | Lindenweg                      | Lindenweg                           | Innenstadt                                             |
| –                         | Löbauer Straße            |                          | Löbauer Straße                                                 | Löbauer Straße                 | Löbauer Straße                      | Innenstadt                                             |
|                           |                           |                          |                                                                | Eingemeindung 1994             | Lorenzstraße                        | Tauchritz                                              |
| –                         | Schmidtstraße             |                          | Schmidtstraße                                                  | Louis-Braille-Straße           | Louis-Braille-Straße                | Innenstadt                                             |
|                           |                           | Eingemeindung 1949       | –                                                              | Luisenaue                      | Luisenaue                           | Weinhübel                                              |
| Louisen-Strasse           | Luisenstraße              |                          | Luisenstraße                                                   | Otto-Buchwitz-Straße           | Luisenstraße                        | Innenstadt                                             |
| Lunitz                    | Lunitz                    |                          | Lunitz                                                         | Lunitz                         | Lunitz                              | Nikolaivorstadt                                        |
|                           |                           | Eingemeindung 1951       | –                                                              | –                              | Lupinenweg                          | Biesnitz                                               |
| –                         | Dresdner Platz            |                          | Lutherplatz                                                    | Lutherplatz                    | Lutherplatz                         | Innenstadt                                             |
| –                         | Luthersteig               |                          | Luthersteig                                                    | Luthersteig                    | Luthersteig                         | Nikolaivorstadt                                        |
| –                         | Lutherstraße              |                          | Lutherstraße                                                   | Lutherstraße                   | Lutherstraße                        | Südstadt                                               |
| Eingemeindung 1925        | –                         |                          | –                                                              | Maiglöckchenweg                | Maiglöckchenweg                     | Rauschwalde                                            |
|                           |                           | Eingemeindung 1949       | –                                                              | Marienaue                      | Marienaue                           | Klingewalde                                            |
|                           |                           | Eingemeindung 1949       | –                                                              | –                              | Marienauer Weg                      | Klingewalde                                            |
| –                         | –                         |                          | Mariengasse                                                    | Mariengasse                    | Mariengasse                         | Königshufen                                            |
|                           |                           | Eingemeindung 1949       | –                                                              | –                              | Marienauer Weg                      | Klingewalde                                            |
| Marien-Platz              | Marienplatz               |                          | Marienplatz                                                    | Marienplatz                    | Marienplatz                         | Innenstadt                                             |
|                           |                           | Eingemeindung 1949       | –                                                              | Straße der Bauschaffenden      | Martin-Ephraim-Straße               | Weinhübel                                              |
| –                         | Martin-Opitz-Straße       |                          | Martin-Opitz-Straße                                            | Martin-Opitz-Straße            | Martin-Opitz-Straße                 | Südstadt                                               |
| Eingemeindung 1925        | Stadtgraben               | Lüttichstraße            | Maxim-Gorki-Straße                                             | Maxim-Gorki-Straße             | Maxim-Gorki-Straße                  | Rauschwalde                                            |
| Eingemeindung 1925        | –                         |                          | Max-Planck-Straße                                              | Max-Planck-Straße              | Max-Planck-Straße                   | Rauschwalde                                            |
| –                         | Melanchthonstraße         |                          | Melanchthonstraße                                              | Melanchthonstraße              | Melanchthonstraße                   | Südstadt                                               |
| –                         | –                         |                          | –                                                              | –                              | Minna-Herzlieb-Straße               | Königshufen                                            |
| Mittel-Strasse            | Mittelstraße              |                          | Mittelstraße                                                   | Mittelstraße                   | Mittelstraße                        | Innenstadt                                             |
|                           |                           | Eingemeindung 1951       | Straße der Befreiung                                           | Straße der Befreiung           | Mozartstraße                        | Biesnitz                                               |
|                           |                           |                          |                                                                | Eingemeindung 1994             | Mühlgasse                           | Tauchritz                                              |
| Mühlweg                   | Mühlweg                   |                          | Mühlweg                                                        | Mühlweg                        | Mühlweg                             | Innenstadt                                             |
|                           |                           |                          |                                                                | Eingemeindung 1999             | Mühlengasse                         | Ludwigsdorf                                            |
| Eingemeindung 1925        | –                         |                          | –                                                              | Narzissenweg                   | Narzissenweg                        | Rauschwalde                                            |
| –                         | –                         |                          | –                                                              | –                              | Neißering                           | Nikolaivorstadt                                        |
|                           |                           |                          |                                                                | Eingemeindung 1999             | Neißetalstraße                      | Ludwigsdorf                                            |
| Neiss-Strasse             | Neißstraße                |                          | Neißstraße                                                     | Neißstraße                     | Neißstraße                          | Historische Altstadt                                   |
| Eingemeindung 1925        | –                         |                          | Straße C                                                       | Nelkenweg                      | Nelkenweg                           | Rauschwalde, Schlauroth                                |
|                           |                           | Eingemeindung 1951       | Neue Straße                                                    | Neue Straße                    | Neue Straße                         | Biesnitz                                               |
|                           |                           |                          |                                                                | Eingemeindung 1994             | Neuer Weg                           | Hagenwerder                                            |
| Neugasse                  | Neugasse                  |                          | Neugasse                                                       | Neugasse                       | Neugasse                            | Nikolaivorstadt                                        |
|                           |                           |                          |                                                                | Eingemeindung 1999             | Neundorfer Straße                   | Klein Neundorf, Kunnerwitz                             |
|                           |                           | Eingemeindung 1949       | Neusiedlerstraße                                               | Neusiedlerstraße               | Neusiedlerstraße                    | Weinhübel                                              |
| –                         | Nieskyer Straße           |                          | Nieskyer Straße                                                | Nieskyer Straße                | Nieskyer Straße                     | Königshufen                                            |
| Nicolai-Graben            | Nikolaigraben             |                          | Nikolaigraben                                                  | Nicolaigraben                  | Nikolaigraben                       | Historische Altstadt, Nikolaivorstadt                  |
| Nicolaistrasse            | Nikolaistraße             |                          | Nikolaistraße                                                  | Nikolaistraße                  | Nikolaistraße                       | Historische Altstadt                                   |
|                           |                           | Eingemeindung 1949       | –                                                              | –                              | Nikolaus-Otto-Straße                | Klingewalde                                            |
|                           |                           |                          |                                                                | Eingemeindung 1994             | Nikrischer Straße                   | Hagenwerder                                            |
| Nonnenstrasse             | Nonnenstraße              |                          | Nonnenstraße                                                   | Nonnenstraße                   | Nonnenstraße                        | Historische Altstadt                                   |
| –                         | –                         |                          | –                                                              | Nordring                       | Nordring                            | Königshufen                                            |
|                           |                           | Eingemeindung 1951       | Nordstraße                                                     | Nordstraße                     | Nordstraße                          | Biesnitz                                               |
|                           |                           |                          |                                                                | Eingemeindung 1999             | Ober-Auenweg                        | Kunnerwitz                                             |
| Obermarkt                 | Obermarkt                 |                          | Leninplatz                                                     | Leninplatz                     | Obermarkt                           | Historische Altstadt                                   |
| Ober Steinweg             | Ober Steinweg             |                          | Oberer Steinweg                                                | Obersteinweg                   | Obersteinweg                        | Nikolaivorstadt                                        |
| –                         | –                         |                          | –                                                              | Ostring                        | Ostring                             | Königshufen                                            |
|                           |                           |                          |                                                                | Eingemeindung 1994             | Ostritzer Straße                    | Hagenwerder                                            |
| –                         | Mittelplatz               | Horst-Wessel-Platz       | Mittelplatz                                                    | Mittelplatz                    | Otto-Buchwitz-Platz                 | Innenstadt                                             |
| –                         | Otto-Müller-Straße        |                          | Otto-Müller-Straße                                             | Otto-Müller-Straße             | Otto-Müller-Straße                  | Innenstadt                                             |
| –                         | Parkstraße                |                          | Parkstraße                                                     | Parkstraße                     | Parkstraße                          | Innenstadt                                             |
| –                         | Zeppelinstraße            |                          | Parsevalstraße                                                 | Parsevalstraße                 | Parsevalstraße                      | Innenstadt                                             |
| –                         | –                         |                          | Paul-Keller-Straße                                             | Paul-Keller-Straße             | Paul-Keller-Straße                  | Südstadt                                               |
|                           |                           | Eingemeindung 1949       | Paul-Linke-Straße                                              | Paul-Linke-Straße              | Paul-Linke-Straße                   | Weinhübel                                              |
|                           |                           | Eingemeindung 1949       | Pflaumenallee                                                  | Straße der Verkehrsschaffenden | Paul-Mühsam-Straße                  | Weinhübel                                              |
| Eingemeindung 1925        | Arthur-Katz-Straße        | Richthofenstraße         | Paul-Taubadel-Straße                                           | Heinrich-Rau-Straße            | Paul-Taubadel-Straße                | Rauschwalde                                            |
| –                         | Pestalozzistraße          |                          | Pestalozzistraße                                               | Pestalozzistraße               | Pestalozzistraße                    | Südstadt                                               |
| –                         | –                         |                          | –                                                              | Peter-Liebig-Hof               | Peter-Liebig-Hof                    | Königshufen                                            |
| Peters-Strasse            | Peterstraße               |                          | Peterstraße                                                    | Peterstraße                    | Peterstraße                         | Historische Altstadt                                   |
|                           |                           | Eingemeindung 1951       | Pfaffendorfer Weg                                              | Pfaffendorfer Weg              | Pfaffendorfer Weg                   | Biesnitz                                               |
|                           |                           |                          |                                                                | Eingemeindung 1999             | Pfeiffergasse                       | Ludwigsdorf                                            |
|                           |                           | Eingemeindung 1951       | –                                                              | –                              | Plantagenweg                        | Biesnitz                                               |
| Plattner Gasse            | Plattner Gasse            |                          | Plattnerstraße                                                 | Plattnerstraße                 | Plattnerstraße                      | Historische Altstadt                                   |
|                           |                           |                          |                                                                | Eingemeindung 1999             | Platz der Einheit                   | Ludwigsdorf                                            |
| –                         | An der Frauenkirche       |                          | An der Frauenkirche                                            | An der Frauenkirche            | Platz der Friedlichen Revolution    | Innenstadt                                             |
| Demiani-Platz             | Demianiplatz              |                          | Demianiplatz                                                   | Demianiplatz                   | Platz des 17. Juni                  | Historische Altstadt                                   |
| –                         | Pomologische Gartenstraße |                          | Pomologische Gartenstraße                                      | Pomologische Gartenstraße      | Pomologische Gartenstraße           | Südstadt                                               |
| –                         | Pontestraße               |                          | Pontestraße                                                    | Pontestraße                    | Pontestraße                         | Innenstadt                                             |
|                           |                           | Eingemeindung 1949       | Posottendorfer Straße                                          | Posottendorfer Straße          | Posottendorfer Straße               | Weinhübel                                              |
| Post-Platz                | Postplatz                 | Hindenburgplatz          | Platz der Befreiung                                            | Platz der Befreiung            | Postplatz                           | Innenstadt                                             |
|                           |                           | Eingemeindung 1951       | Promenadenstraße                                               | Straße der Roten Armee         | Promenadenstraße                    | Biesnitz                                               |
|                           |                           | Eingemeindung 1951       | Quellweg                                                       | Quellweg                       | Quellweg                            | Biesnitz                                               |
| Querstrasse               | Querstraße                |                          | Querstraße                                                     | Querstraße                     | Querstraße                          | Innenstadt                                             |
|                           |                           |                          |                                                                | Eingemeindung 1994             | Radmeritzer Straße                  | Hagenwerder                                            |
| –                         | Rauschwalder Straße       |                          | Rauschwalder Straße                                            | Rauschwalder Straße            | Rauschwalder Straße                 | Innenstadt                                             |
| Eingemeindung 1925        | Reichenbacher Straße      |                          | Reichenbacher Straße                                           | Reichenbacher Straße           | Reichenbacher Straße                | Rauschwalde, Südstadt                                  |
| –                         | Reichertstraße            |                          | Reichertstraße                                                 | Wilhelm-Pieck-Straße           | Reichertstraße                      | Rauschwalde, Südstadt                                  |
| –                         | Reuterstraße              |                          | Reuterstraße                                                   | Reuterstraße                   | Reuterstraße                        | Südstadt                                               |
| –                         | –                         | Gustav-Hübler-Straße     | Richard-Jecht-Straße                                           | Richard-Jecht-Straße           | Richard-Jecht-Straße                | Südstadt                                               |
|                           |                           | Eingemeindung 1951       | Richard-Struhl-Straße                                          | Richard-Struhl-Straße          | Richard-Struhl-Straße               | Biesnitz                                               |
|                           |                           |                          |                                                                | Eingemeindung 1999             | Ringweg                             | Kunnerwitz                                             |
|                           |                           | Eingemeindung 1949       | –                                                              | –                              | Robert-Bosch-Straße                 | Klingewalde                                            |
|                           |                           |                          |                                                                | Eingemeindung 1994             | Robert-Koch-Straße                  | Hagenwerder                                            |
|                           |                           | Eingemeindung 1951       | –                                                              | –                              | Robert-Schumann-Straße              | Biesnitz                                               |
| –                         | Röntgenstraße             |                          | Röntgenstraße                                                  | Röntgenstraße                  | Röntgenstraße                       | Innenstadt                                             |
| Eingemeindung 1925        | Tannenberg Straße         | Tannenbergstraße         | Rosa-Luxemburg-Straße                                          | Rosa-Luxemburg-Straße          | Rosa-Luxemburg-Straße               | Rauschwalde                                            |
| Rosen-Strasse             | Rosenstraße               |                          | Rosenstraße                                                    | Rosenstraße                    | Rosenstraße                         | Historische Altstadt                                   |
|                           |                           |                          |                                                                | Eingemeindung 1994             | Rotdornweg                          | Schlauroth                                             |
|                           |                           | Eingemeindung 1949       | –                                                              | –                              | Rothenburger Landstraße             | Klingewalde, Ludwigsdorf, Ober-Neundorf                |
| Rothenburger–Strasse      | Rothenburger Straße       |                          | Rothenburger Straße                                            | Rothenburger Straße            | Rothenburger Straße                 | Klingewalde, Königshufen, Ludwigsdorf, Nikolaivorstadt |
|                           |                           | Eingemeindung 1949       | –                                                              | –                              | Rudolf-Diesel-Straße                | Klingewalde                                            |
| Salomons-Strasse          | Salomonstraße             | Saarlandstraße           | Salomonstraße                                                  | Salomonstraße                  | Salomonstraße                       | Innenstadt                                             |
|                           |                           |                          |                                                                | Eingemeindung 1999             | Sandweg                             | Kunnerwitz                                             |
| –                         | Sattigstraße              |                          | Sattigstraße                                                   | Sattigstraße                   | Sattigstraße                        | Südstadt                                               |
|                           |                           |                          |                                                                | Eingemeindung 1999             | Schäfereiweg                        | Ludwigsdorf                                            |
| Schanze                   | Schanze                   |                          | Schanze                                                        | Schanze                        | Schanze                             | Nikolaivorstadt                                        |
| –                         | Schillerstraße            |                          | Schillerstraße                                                 | Schillerstraße                 | Schillerstraße                      | Innenstadt                                             |
|                           |                           |                          |                                                                | Eingemeindung 1994             | Schlaurother Allee                  | Schlauroth                                             |
| Eingemeindung 1925        | –                         |                          | Schlaurother Straße                                            | Schlaurother Straße            | Schlaurother Straße                 | Biesnitz, Rauschwalde, Schlauroth                      |
| Eingemeindung 1925        | Schlaurother Weg          |                          | Schlaurother Weg                                               | Schlaurother Weg               | Schlaurother Weg                    | Rauschwalde                                            |
| –                         | –                         |                          | –                                                              | Straße der Oktoberrevolution   | Schlesische Straße                  | Königshufen                                            |
|                           |                           |                          |                                                                | Eingemeindung 1999             | Schmiedegasse                       | Ober-Neundorf                                          |
|                           |                           | Eingemeindung 1951       | Schönberger Straße                                             | Schönberger Straße             | Schönberger Straße                  | Biesnitz                                               |
| –                         | –                         |                          | –                                                              | –                              | Schöpstaler Weg                     | Königshufen                                            |
|                           |                           |                          |                                                                | Eingemeindung 1999             | Schulgasse                          | Ludwigsdorf                                            |
| –                         | Schulstraße               | Herbert-Norkus-Straße    | Schulstraße                                                    | Schulstraße                    | Schulstraße                         | Innenstadt                                             |
|                           |                           |                          |                                                                | Eingemeindung 1994             | Schulweg                            | Hagenwerder                                            |
| Schützenweg               | Schützenstraße            |                          | Alexander-Puschkin-Straße                                      | Alexander-Puschkin-Straße      | Schützenstraße                      | Innenstadt                                             |
| Schwarze Gasse            | Schwarzestraße            |                          | Schwarzestraße                                                 | Schwarze Straße                | Schwarze Straße                     | Historische Altstadt                                   |
| Eingemeindung 1925        | –                         |                          | –                                                              | –                              | Schwarzer Weg                       | Rauschwalde                                            |
| –                         | –                         |                          | –                                                              | Scultetusstraße                | Scultetusstraße                     | Königshufen                                            |
| –                         | Sechsstädteplatz          |                          | Sechsstädteplatz                                               | Sechsstädteplatz               | Sechsstädteplatz                    | Südstadt                                               |
|                           |                           |                          |                                                                | Eingemeindung 1999             | Seestraße                           | Klein Neundorf                                         |
|                           |                           | Eingemeindung 1949       | Seidenberger Straße                                            | Seidenberger Straße            | Seidenberger Straße                 | Weinhübel                                              |
| –                         | Seufzerallee              |                          | Seufzerallee                                                   |                                | Seufzerallee                        | Innenstadt                                             |
| –                         | Siebenbörnerstraße        |                          | Siebenbörnerstraße                                             | Siebenbörner                   | Siebenbörner                        | Innenstadt                                             |
|                           |                           |                          |                                                                | Eingemeindung 1994             | Siedlung                            | Schlauroth                                             |
| –                         | –                         |                          | –                                                              | Siedlung                       | Siedlung Königshufen                | Königshufen                                            |
| –                         | Sohrstraße                |                          | Sohrstraße                                                     | Sohrstraße                     | Sohrstraße                          | Innenstadt                                             |
| –                         | –                         |                          | Sonnenland                                                     | Sonnenland                     | Sonnenland                          | Südstadt                                               |
| Sonnenplan                | Sonnenplan                |                          | Sonnenplan                                                     | Sonnenplan                     | Sonnenplan                          | Innenstadt                                             |
| Sonnen-Strasse            | Sonnenstraße              |                          | Sonnenstraße                                                   | Sonnenstraße                   | Sonnenstraße                        | Innenstadt                                             |
| Wurstgasse                | Wurstgasse                |                          | Sporergasse                                                    | Sporergasse                    | Sporergasse                         | Historische Altstadt                                   |
| –                         | Spremberger Straße        |                          | Spremberger Straße                                             | Spremberger Straße             | Spremberger Straße                  | Innenstadt                                             |
| –                         | Stadtgraben               |                          | Stadtgraben                                                    | Stadtgraben                    | Stadtgraben                         | Rauschwalde                                            |
| –                         | –                         |                          | –                                                              | Stadtgraben                    | Stadtgrabensiedlung                 | Rauschwalde                                            |
| –                         | –                         |                          | –                                                              | –                              | Stadtgrenze                         | Königshufen                                            |
|                           |                           | Eingemeindung 1949       | –                                                              | Julius-Fučík-Straße            | Stauffenbergstraße                  | Weinhübel                                              |
| Steinstrasse              | Steinstraße               |                          | Steinstraße                                                    | Steinstraße                    | Steinstraße                         | Historische Altstadt                                   |
| Steinweg                  | Steinweg                  |                          | Steinweg                                                       | Steinweg                       | Steinweg                            | Nikolaivorstadt                                        |
|                           |                           |                          |                                                                | Eingemeindung 1994             | Strandpromenade                     | Deutsch Ossig                                          |
| –                         | Straßburg-Passage         |                          | HO-Passage                                                     | HO-Passage                     | Straßburg-Passage                   | Innenstadt                                             |
|                           |                           |                          |                                                                | Eingemeindung 1994             | Straße Der Freundschaft             | Hagenwerder                                            |
| Kahle                     | Struvestraße              |                          | Struvestraße                                                   | Struvestraße                   | Struvestraße                        | Innenstadt                                             |
|                           |                           | Eingemeindung 1951       | Südoststraße                                                   | Südoststraße                   | Südoststraße                        | Biesnitz                                               |
|                           |                           | Eingemeindung 1951       | Talstraße                                                      | Talstraße                      | Talstraße                           | Biesnitz                                               |
| Teichstrasse              | Teichstraße               |                          | Teichstraße                                                    | Teichstraße                    | Teichstraße                         | Innenstadt                                             |
| –                         | Theater-Passage           |                          | Theater-Passage                                                | Theaterpassage                 | Theaterpassage                      | Innenstadt                                             |
| –                         | Theodor-Körner-Straße     |                          | Theodor-Körner-Straße                                          | Theodor-Körner-Straße          | Theodor-Körner-Straße               | Innenstadt                                             |
|                           |                           | Eingemeindung 1951       | –                                                              | Thomas-Müntzer-Straße          | Thomas-Müntzer-Ring                 | Biesnitz                                               |
|                           |                           |                          |                                                                | Eingemeindung 1994             | Thomas-Müntzer-Straße               | Hagenwerder                                            |
| –                         | –                         |                          | –                                                              | Philipp-Müller-Straße          | Trotzendorfstraße                   | Rauschwalde                                            |
| Eingemeindung 1925        | –                         |                          | Straße D                                                       | Tulpenweg                      | Tulpenweg                           | Rauschwalde                                            |
| Kahle                     | Uferstraße                |                          | Uferstraße                                                     | Uferstraße                     | Uferstraße                          | Historische Altstadt, Innenstadt                       |
| –                         | –                         |                          | Ulmenhof                                                       | Ulmenhof                       | Ulmenhof                            | Innenstadt                                             |
| Untermarkt                | Untermarkt                |                          | Untermarkt                                                     | Untermarkt                     | Untermarkt                          | Historische Altstadt                                   |
| Eingemeindung 1925        | –                         |                          | –                                                              | Veilchenweg                    | Veilchenweg                         | Rauschwalde                                            |
| Verräter-Gasse            | Verrätergasse             |                          | Verrätergasse                                                  | Verrätergasse                  | Verrätergasse                       | Historische Altstadt                                   |
|                           |                           |                          |                                                                | Eingemeindung 1994             | Viehweg                             | Tauchritz                                              |
| –                         | Virchowstraße             |                          | Virchowstraße                                                  | Virchowstraße                  | Virchowstraße                       | Innenstadt                                             |
| –                         | –                         |                          | –                                                              | –                              | Von-Rodewitz-Weg                    | Königshufen                                            |
| –                         | –                         |                          | Biesnitzer Fußweg (Ostteil) Walther-Rathenau-Straße (Westteil) | Walter-Rathenau-Straße         | Walter-Rathenau-Straße              | Biesnitz, Südstadt                                     |
| Weber-Strasse             | Weberstraße               |                          | Weberstraße                                                    | Weberstraße                    | Weberstraße                         | Historische Altstadt                                   |
|                           |                           | Eingemeindung 1949       | –                                                              | –                              | Weinhübler Seeweg                   | Deutsch Ossig, Weinhübel                               |
|                           |                           |                          |                                                                | Eingemeindung 1999             | Weinhübler Straße                   | Kunnerwitz                                             |
| –                         | –                         |                          | –                                                              | Wendel-Roskopf-Straße          | Wendel-Roskopf-Straße               | Königshufen                                            |
| –                         | Wielandstraße             |                          | Wielandstraße                                                  | Wielandstraße                  | Wielandstraße                       | Südstadt                                               |
|                           |                           | Eingemeindung 1949       | Wiesenstraße                                                   | Wiesenstraße                   | Wiesenstraße                        | Weinhübel                                              |
|                           |                           | Eingemeindung 1951       | Wiesenweg                                                      | Wiesenweg                      | Wiesenweg                           | Biesnitz                                               |
| Neumarkt                  | Wilhelmsplatz             | Wilhelmsplatz            | Karl-Marx-Platz                                                | Karl-Marx-Platz                | Wilhelmsplatz                       | Innenstadt                                             |
| –                         | –                         |                          | –                                                              | Windmühlenweg                  | Windmühlenweg                       | Königshufen                                            |
| –                         | Russenstraße              |                          | Zeppelinstraße                                                 | Zeppelinstraße                 | Zeppelinstraße                      | Innenstadt                                             |
| Ziegelweg                 | Ziegeleiweg               |                          | Ziegeleiweg                                                    | Ziegeleiweg                    | Ziegeleiweg                         | Königshufen, Nikolaivorstadt                           |
| –                         | Zittauer Straße           |                          | Zittauer Straße                                                | Zittauer Straße                | Zittauer Straße                     | Südstadt, Weinhübel                                    |
|                           |                           |                          |                                                                | Eingemeindung 1999             | Zum Kalkwerk                        | Ludwigsdorf                                            |
|                           |                           |                          |                                                                | Eingemeindung 1994             | Zum Nordstrand                      | Deutsch Ossig                                          |
|                           |                           |                          |                                                                | Eingemeindung 1999             | Zum Sportplatz                      | Ludwigsdorf                                            |
|                           |                           | Eingemeindung 1949       | Paul-Linke-Straße (Ostteil)                                    | Paul-Linke-Straße (Ostteil)    | Zur Kernschmiede                    | Weinhübel                                              |
| –                         | –                         |                          | –                                                              | Rothenburger Straße            | Zur Tischbrücke                     | Nikolaivorstadt                                        |